# Divizia Secuiască
Divizia Secuiască (în maghiară Székely Hadosztály) sau Divizia de Secui a fost o mare unitate a armatei republicane regulate ungare, care a existat în perioada 1 decembrie 1918 - 27 aprilie 1919 și a fost continuatoarea Diviziei 38 Infanterie Honvezi, care avea sediul la Cluj. 
Structurarea ei a început după dezintegrarea armatei austro-ungare, ca urmare a necesității ca armata ungară să se reorganizeze și să se înarmeze – astfel încât să poată fi un factor activ în soluționarea disputelor teritoriale dintre Ungaria și statele succesoare ale fostului Imperiu Austro-Ungar. La început, efectivele marii unități au fost constituite preponderent pe baze etnice, din secui, dar completarea acestora s-a făcut în cele din urmă prin încorporarea de refugiați și maghiari din Transilvania afectați de avansul trupelor române, precum și din persoane provenite din satele de lângă linia de demarcație. 
Divizia Secuiască a fost considerată o formațiune militară de elită atât a statului ungar creat de Revoluția Crizantemelor, cât și a Republicii Sovietice Ungare, datorită forței sale combative și a disciplinei soldaților săi. A fost comandată de către colonelul Károly Kratochvil și trupele sale au fost dislocate inițial pe aliniamentul liniei de demarcație dintre armatele română și ungară, având preponderent un rol activ în confruntările care au urmat după retragerea trupelor maghiare din Cluj și dislocarea acestora pe cel de-al treilea aliniament al respectivei linii de demarcație.
Pe măsură ce în Ungaria puterea politică a încăput pe mâna aripii stângi a social democraților și a comuniștilor, autorităților centrale ungare au avut față de divizie o atitudine defavorabilă – al cărei exponent principal a fost conducătorul Consiliului Militar din Budapesta, József Pogány, motivată prin eticheta atribuită militarilor acesteia de reacționari și contrarevoluționari. 
În timpul ofensivei din aprilie 1919 din cadrul Războiului româno-ungar, atacul principal susținut de trupele române a fost dirijat în zona apărată de către unitățile diviziei. Trupele au menținut inițial pozițiile, dar suferind pierderi grave s-au retras în partea de nord a câmpului de operații dintre Someș și Tisa, în partea dreaptă a flancului trupelor române care operau împotriva Debrecenului. Ca efect al urmăririi și manevrării Diviziei Secuiești de către unitățile românești, al conflictului – între timp declarat, cu trupele Armatei Roșii ungare și al dezastrului suferit de aceasta, la 27 aprilie 1919 Divizia Secuiască a capitulat în fața Diviziei 2 Cavalerie. Deși înfrângerea marii unități a fost din punct de vedere militar, inevitabilă, totuși interpretările în ce privește capitularea ei includ păreri precum că aceasta ar fi reprezentat o trădare sau o dezertare, ori că divizia ar fost sacrificată în mod deliberat de către administrația centrală ungară, din motive politice.
Unii dintre soldații săi – animați de un șovinism extrem - au fost implicați în unele acțiuni represive împotriva populației românești din Transilvania. Aceasta s-a întîmplat cu precădere în primele luni ale anului 1919 și a implicat în mod special, populația din zona comitatului Bihor.
În perioada interbelică, mulți cei dintre foștii soldați conduși de Kratochvil s-au încadrat în noua armată națională a Ungariei, iar Károly Kratochvil a devenit o personalitate de marcă a mișcării revizioniste maghiare. 
Printre cei care s-au remarcat în studierea istoriei acestei mari unități se numără Endre Koréh, Károly Kratochvil, László Fogarassy și în secolul XXI, Gottfried Barna alături de Nagy Szabolcs. Conform ultimului pomenit dintre aceștia, scurta existență de o jumătate de an a Diviziei Secuiești nu reprezintă o poveste de succes, dar poate servi pentru o multitudine de învățăminte.

## Terminologie

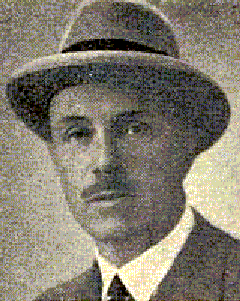
Contelui Sándor Ágost Dénes Festetics de Tolna, i se datorează schimbarea numelui Diviziei 38 Infanterie Honvezi în Divizia Secuiască

În sens strict, numele de Divizia Secuiască se referă doar la marea unitate astfel numită la 20 ianuarie 1919, conform hotărârii din 17 ianuarie 1919 a lui Sándor Festetics, ministru al apărării en titre la acel moment. Anterior acestui moment, apelativul Secuiesc a fost destinat numai Batalionului Secuiesc și respectiv, ulterior, Regimentului Secuiesc – nou înființate cu recruți voluntari în cadrul Diviziei 38 Infanterie Honvezi, ale cărei regimente și-au păstrat în acest timp numerotația originală și identitatea proprie.
Apelativul de Secuiesc în denumirea unităților diviziei a fost păstrat până la sfârșitul lunii februarie 1918, când în urma procesului de reorganizare al armatei și al activităților de apărare de sub conducerea lui Böhm, denumirea folosită pentru respectivele unități a fost aceea de Grup.
Cu toate acestea, în sens larg, după luna noiembrie 1918 denumirea de Divizia Secuiască este atribuită și formațiunii precursoare a acesteia, anume Divizia 38 Infanterie Honvezi. Aceasta se justifică ținând cont de percepția contemporanilor și de interpretările actuale, deoarece continuitatea corpului de comandă și a componenței trupei, scopul activității, acțiunea împotriva aceluiași adversar (românii) și opiniile politice (de neîncredere sau de respingere a condiției de revoluționar) au constituit un concept unitar.
Dat fiind că în conștiința publică conceptul respectiv a fost extins în spațiu și timp, este suficientă precizarea că numele de Divizia Secuiască este atribuit Diviziei 38 Infanterie Honvezi, originară în sens cronologic militar.
| \| - Arad (Arad) - Aiud) (Nagyenyed, Enyed) - Aleșd (Élesd) - Alba Iulia) (Gyulafehérvár) - Ardud (Erdőd) - Augustin (Ágostonfalva) - Băsești (Szilágyillésfalva) - Baraolt (maghiară Barót) - Beiuș (depresiune) () - Beiuș (localitate) (Belényes) - Biborțeni (Bibarcfalvá) - Bihor (comitat) (Bihar vármegye) - Bologa (Sebesvár) - Brașov (Brassó) - Bratca (Barátka) - Brăișoru (Malomszeg) - Bucea (Királyhágó) - Carei – (Nagykároly) - Cărpinet – (Kerpenyéd) - Cehu Silvaniei (Szilágycseh) - Cicârlău (Nagysikárló) - Ciuc (comitat) (Csík vármegye) - Ciucea (Csucsa) \| - Cluj (Kolozsvár) - Cluj (comitat) (Kolozs vármegye) - Coșlariu Nou (Újkoslárd) - Craidorolț (Királydaróc) - Crasna (afluent al Tisei) (Kraszna) - Crișana (Körösvidék) - Crișeni (Cigányi) - Criștior (râu) () - Crișul Negru (râu) (Fekete-Körös) - Crișul Repede (râu) (Sebes-Körös) - Cucerdea Secuiască (Székelykocsárd) - Dej (Dés) - Drăgănești (Dragánfalva) - Făgăraș (Fogaras) - Feldioara Secuiască (Székelyföldvár) - Finiș (Várasfenes) - Giurtelecu Hododului (Hadadgyőrtelek) - Grădinari (fost Negru, Kisnyégerfalva) - Hodod (Hadad) - Holod (Pusztahollód) - Huedin (Bánffyhunyad) - Jibou (Zsibó) - Lunca Mureșului (Székelykocsárd) \| - Maramureș (comitat) (Máramaros vármegye) - Meseș (munți) (Meszes-hegység) - Miercurea Ciuc (Csíkszereda) - Mirăslău (Miriszló) - Morlaca (Marótlaka) - Mureș-Turda (comitat) (Maros-Torda vármegye) - Negru, Kisnyégerfalva) - Ocna Mureș (Marosújvár) - Odorhei (comitat) (Udvarhely vármegye) - Oradea (Nagyvárad) - Poieni (Kissebes) - Războieni-Cetate (Székelyföldvár) - Remeți (Jádremete) - Salonta (Nagyszalonta) - Satu Mare (Szatmárnémeti) - Someș (râul) (Szamos (folyó)) - Sălaj (comitat) (Szilágy vármegye) - Sătmar (comitat) (Szatmár vármegye) - Scaunele secuiești (Székelyföld történelmi székei) - Sighetu Marmației (Máramarossziget) - Sighiștel (Kisszegyesd) \| - Șimleu Silvaniei (Szilágysomlyó) - Talpe (Talp) - Tărcaia (Köröstárkány) - Tășnad (Tasnád) - Târgu Mureș) (Marosvásárhely) - Teiuș) (Tövis) - Totoreni) (Tatárfalva) - Transilvania (Erdély) - Trei Scaune (comitat) (Háromszék vármegye) - Turda (Torda) - Țara Călatei (Kalotaszeg) - Țigani (Cigányi) - Ținutul Secuiesc (Székelyföld) - Ugocea (comitat) (Ugocsa vármegye) - Uioara (Marosújvár) - Uioara de Sus (Felső-Marosujvár) - Ungaria de Est (Kelet-Magyarország) - Unirea (Felvinc) - Valea Drăganului – (Nagysebes)) - Vașcău (Vaskóh) - Vințu de Sus (Felvinc) - Zalău (Zilah) \| | | | |
| - Arad (Arad) - Aiud) (Nagyenyed, Enyed) - Aleșd (Élesd) - Alba Iulia) (Gyulafehérvár) - Ardud (Erdőd) - Augustin (Ágostonfalva) - Băsești (Szilágyillésfalva) - Baraolt (maghiară Barót) - Beiuș (depresiune) () - Beiuș (localitate) (Belényes) - Biborțeni (Bibarcfalvá) - Bihor (comitat) (Bihar vármegye) - Bologa (Sebesvár) - Brașov (Brassó) - Bratca (Barátka) - Brăișoru (Malomszeg) - Bucea (Királyhágó) - Carei – (Nagykároly) - Cărpinet – (Kerpenyéd) - Cehu Silvaniei (Szilágycseh) - Cicârlău (Nagysikárló) - Ciuc (comitat) (Csík vármegye) - Ciucea (Csucsa) | - Cluj (Kolozsvár) - Cluj (comitat) (Kolozs vármegye) - Coșlariu Nou (Újkoslárd) - Craidorolț (Királydaróc) - Crasna (afluent al Tisei) (Kraszna) - Crișana (Körösvidék) - Crișeni (Cigányi) - Criștior (râu) () - Crișul Negru (râu) (Fekete-Körös) - Crișul Repede (râu) (Sebes-Körös) - Cucerdea Secuiască (Székelykocsárd) - Dej (Dés) - Drăgănești (Dragánfalva) - Făgăraș (Fogaras) - Feldioara Secuiască (Székelyföldvár) - Finiș (Várasfenes) - Giurtelecu Hododului (Hadadgyőrtelek) - Grădinari (fost Negru, Kisnyégerfalva) - Hodod (Hadad) - Holod (Pusztahollód) - Huedin (Bánffyhunyad) - Jibou (Zsibó) - Lunca Mureșului (Székelykocsárd) | - Maramureș (comitat) (Máramaros vármegye) - Meseș (munți) (Meszes-hegység) - Miercurea Ciuc (Csíkszereda) - Mirăslău (Miriszló) - Morlaca (Marótlaka) - Mureș-Turda (comitat) (Maros-Torda vármegye) - Negru, Kisnyégerfalva) - Ocna Mureș (Marosújvár) - Odorhei (comitat) (Udvarhely vármegye) - Oradea (Nagyvárad) - Poieni (Kissebes) - Războieni-Cetate (Székelyföldvár) - Remeți (Jádremete) - Salonta (Nagyszalonta) - Satu Mare (Szatmárnémeti) - Someș (râul) (Szamos (folyó)) - Sălaj (comitat) (Szilágy vármegye) - Sătmar (comitat) (Szatmár vármegye) - Scaunele secuiești (Székelyföld történelmi székei) - Sighetu Marmației (Máramarossziget) - Sighiștel (Kisszegyesd) | - Șimleu Silvaniei (Szilágysomlyó) - Talpe (Talp) - Tărcaia (Köröstárkány) - Tășnad (Tasnád) - Târgu Mureș) (Marosvásárhely) - Teiuș) (Tövis) - Totoreni) (Tatárfalva) - Transilvania (Erdély) - Trei Scaune (comitat) (Háromszék vármegye) - Turda (Torda) - Țara Călatei (Kalotaszeg) - Țigani (Cigányi) - Ținutul Secuiesc (Székelyföld) - Ugocea (comitat) (Ugocsa vármegye) - Uioara (Marosújvár) - Uioara de Sus (Felső-Marosujvár) - Ungaria de Est (Kelet-Magyarország) - Unirea (Felvinc) - Valea Drăganului – (Nagysebes)) - Vașcău (Vaskóh) - Vințu de Sus (Felvinc) - Zalău (Zilah) |

## Contextul

### Situația Diviziei 38 Infanterie Honvezi
Divizia 38 Infanterie Honvezi a fost mobilizată în august 1914 în cadrul Corpul XII Austro-Ungar, care avea ca bază de recrutare Transilvania, în speță zonele Brașovului (pentru Regimentul 24 Infanterie Honvezi), Clujului și arealului secuiesc. În luna octombrie 1918, divizia se afla în compunerea Corpului XIII din Armata 11 Austro-Ungară pe frontul italian. În structura sa se aflau următoarele:
- Brigada 75 Infanterie Honvezi

- Regimentul 21 Infanterie Honvezi Cluj
- Regimentul 22 Infanterie Honvezi Târgu Mureș

- Brigada 76 Infanterie Honvezi

- Regimentul 23 Infanterie Honvezi
- Regimentul 24 Infanterie Honvezi Brașov

- Brigada 74 Artilerie de câmp
- Brigada 10 Artilerie de câmp Imperială
- Notă: Brigada 38 Artilerie de câmp, aflată sub directa comandă a Armatei 11 Austro-Ungare, a fost atribuită la începutul lunii octombrie Diviziei 74 Honvezi.

La sfârșitul lunii octombrie 1918 a început dezintegrarea Armatei Austro-Ungare, unul dintre cele mai evidente semne fiind reprezentat de refuzurile de a executa ordinele. Astfel, Regimentul 22 Infanterie Honvezi Târgu Mureș a refuzat să fie dislocat din rezerva armatei, pe front, soldații săi susținând că sunt dispuși să lupte numai pentru apărarea hinterlandului de origine, dorind de aceea să se întoarcă în Transilvania. Starea de insubordonare s-a transmis și celorlalte regimente, astfel că divizia a trebuit să fie retrasă de pe front fără ca trupele ei să mai poată fi înlocuite, deoarece la rândul lor trupele de înlocuire au refuzat să o facă. În paralel, informațiile sosite atât pe canale neoficiale cât și cele vehiculate în presă au inoculat militarilor diviziei ideea că estul Transilvaniei urmează să fie evacuat de către armatele austro-ungare, insuficiente pentru a putea apăra tot teritoriul respectiv. De altfel, posibilitatea evacuării comitatului Trei Scaune a fost investigată din punct de vedere oficial în mod real, astfel că liderii locali ai secuilor au fost convinși că estul Transilvaniei urmează să fie, conform opiniei lor, sacrificat în mod deliberat.
La 29 octombrie 1918 divizia a fost trimisă de la Trento spre frontul balcanic, fiind oprită la 31 octombrie 1918 la Klagenfurt.. 
Pe parcursul negocierilor de armistițiu duse de Monarhia Austro-Ungară la Padova, guvernul Károlyi a contestat la 1 noiembrie dreptul comandamentului militar al Austro-Ungariei de a negocia în numele statului maghiar, iar noul ministru al apărării, pacifistul Béla Linder, a ordonat retragerea imediată a trupelor ungare de pe toate fronturile, depunerea armelor și dezarmarea propriilor trupe. Ordinul lui Linder de dezarmare a avut în principal rolul de a preveni agravarea situației interne a Ungariei, și așa instabilă, prin acest act Karolyi sperând să prevină întoarcerea unor oameni înarmați, care ar fi putut comite jafuri și alte acte în afara legii și ar fi putut amenința stabilitatea guvernului. Cu scopul demilitarizării imediate, au fost înființate puncte de dezafectare pentru a colecta echipamentele militare și materiale de război. Astfel însă a fost afectată capacitatea propriei armate de a proteja frontierele statului ungar.
Destinată inițial să conducă spre ocuparea de către divizie a liniei Dunării, traseul acesteia a fost modificat spre Transilvania.
Un decret emis la 6 noiembrie 1918 de către comandamentul armatei austro-ungare, a prevăzut totuși menținerea sub arme a celor mai tinere cinci contingente, urmărind dezafectarea forțelor armate astfel încât să fie prezervate forțele precizate în cadrul acordului de armistițiu, pe timpul implementării sale. Intenția, nerealistă, s-a transformat în practică într-un dezastru, deoarece principiile tradiționale ale existenței unei organizații militare nu și-au mai găsit locul în succesiunea evenimentelor. Ordinea și disciplina au dispărut, fiind înlocuite de conflicte interne între grade și metode, în cadrul unei armate aflate în curs de dezintegrare. Consiliile naționale croate, austriece și ucrainene aflate de cealaltă parte a frontierei, consiliile militare create în cadrul unităților precum și agitatorii politici interni care afirmau că nu mai există armată și că soldații nu trebuie să-i mai asculte pe ofițeri și să meargă acasă, au agravat situația. De asemenea, toate trupele înarmate și disciplinate care s-au întors cu tot armamentul din dotare (cum a fost regimentul din Oradea al Brigăzii 39 Infanterie Honvezi din Divizia 20 Infanterie Honvezi, condus de către colonelul Kratochvil) au fost și ele demobilizate, iar armamentul lor a fost dezafectat.

### Evoluția situației politice și militare

#### Pe plan intern
La 9 noiembrie 1918, ca urmare a încercării trupelor cehoslovace de a impune o soluție militară în disputa asupra teritoriului din vestul Ungariei, încercare care a scos în evidență necesitatea ca armata ungară să se reorganizeze și să se înarmeze, pacifistul Béla Linder a demisionat din funcția de ministru al apărării. Albert Bartha, care l-a înlocuit pe Linder după demisia acestuia, s-a confruntat cu o situație serioasă. În Ungaria nu mai exista nici o forță militară, cea mai importantă sarcină a noului ministru fiind să creeze una, să restabilească ordinea internă și să reducă influența Consiliului Militar din Budapesta, aflat sub influență social democratului Vilmos Böhm și condus de către József Pogány. Cu toate acestea, Bartha a fost forțat să legalizeze la 2 decembrie 1918 consiliile militare și să le încorporeze în armată. Aceasta a fost o modalitate prin care ele puteau exercita un control politic asupra comandanților și prin care puteau avea un cuvânt greu de spus în ceea ce privește conducerea unităților.
Anarhia care însă prevala i-a impus lui Bartha să consolideze formațiunile aflate în interiorul granițelor statului. Acesta a încercat să organizeze trupe strict selectate de voluntari sub forma unor batalioane de alarmă și a unora formate din ofițeri. Noile forțe militare care ar fi fost înființate ar fi avut prioritate în ceea ce privește furniturile militare și echipamentul, în raport cu celelalte forțe armate. Bartha însă nu a reușit să-și pună în practică ideile, deoarece ca urmare a influenței lui Pogány și Böhm, la 12 decembrie 1918 Consiliul Militar budapestan a demisionat. Deși Bartha a păstrat portofoliul militar un timp după demisia lui Károly din funcția de prim-ministru, Böhm care era secretar de stat l-a înlocuit în câteva săptămâni. Astfel, din mâna lui Károly și a soldaților săi, militarii au alunecat în mâinile social-democraților.
Ideea organizării noii armate în jurul celor cinci contingente mai tinere (menționate mai sus), în lipsa restaurării disciplinei militare și a autorității oficiale era însă oricum sortită eșecului. Astfel însuși Kratochvil, care își adusese regimentul de pe front intact până la Oradea, a semnat o rezoluție prin care a concluzionat că păstrarea sub arme a trupei fostei sale unități, încă rămasă în cazarmă, ar fi reprezentat o cheltuială inutilă și o amenințare constantă pentru securitatea publică. Concluzia sa se sprijinea pe faptul că se ajunsese într-un moment în care soldații refuzau recunoașterea autorității și erau entuziasmați de întâlniri politice, de cârciumi și de ideea de a putea folosi armele indiferent de situație, zi și noapte. De aceea, Kratochvil a sugerat eliminarea respectivilor soldați din unitate și deschiderea acesteia spre recrutarea de voluntari.

#### În Transilvania

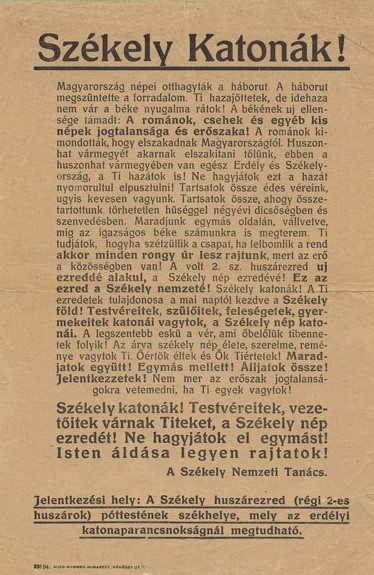
Proclamația Consiliului Național Secuiesc

La sfârșitul lunii noiembrie 1918, secuii au înființat consilii naționale, mai întâi la Târgu Mureș și mai apoi la Cluj, fără a avea o imagine clară în privința viitorului. Asigurând guvernul ungar de loialitatea lor, au luat în calcul autonomia și crearea unei republici suverane ca pe o a doua posibilitate.
Politica militară legată de Transilvania a guvernului central ungar a avut în vedere înființarea unei divizii transilvănene de infanterie și consolidarea Gărzilor Naționale Maghiare. Pe de altă parte, un nou Consiliu Național Secuiesc înființat la Budapesta ca urmare a unei atitudini favorabile a guvernului ungar în ceea ce privește formarea unei republici secuiești, atitudine determinată de cele întâmplate la Alba Iulia, a solicitat crearea unei brigăzi separate de secui.

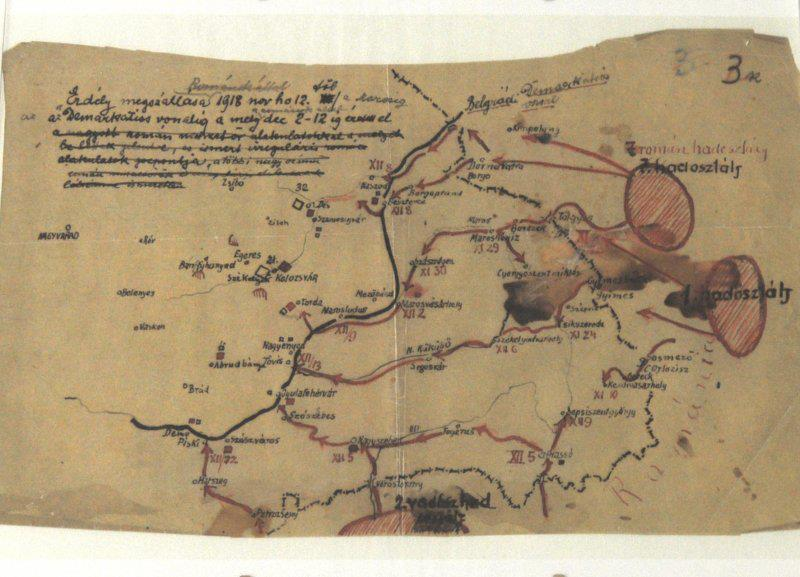
Dislocarea trupelor spre linia de demarcație, la sfârșitul lunii noiembrie și începutul lunii decembrie 1918.

Pe măsură ce ocuparea Transilvaniei și a Ungariei superioare de către statele succesoare a prins contur, în zonele direct expuse au început să să apară organizații politice și militare maghiare independente sau semi-independente diverse, în general de dimensiuni reduse și conduse în general de către politicieni ai vechiului regim, oficialități regionale sau locale ori de către ofițeri demobilizați. Scopul acestora a fost, indiferent de politica guvernului ungar, rezistența în fața forțelor văzute ca invadatoare. Chiar dacă guvernul Mihály Károlyi a fost de părere că pierderea unor teritorii de către Ungaria era inevitabilă, membrii acestor grupări nu acceptau această perspectivă, chiar și în ce privește zonele fără predominanță etnică maghiară. Forțate să realizeze că eforturile lor erau sortite eșecului fără un guvern agresiv la Budapesta, grupurile respective au încercat mai întâi să exercite presiuni asupra guvernului, cu scopul de a-l determina la o rezistență activă din punct de vedere militar și mai apoi au încercat să mobilizeze împotriva acestuia, elementele conservatoare și patriotice din Ungaria. Răspunsul a fost extrem de slab, cu excepția celui din regiunile direct expuse. Singura excepție notabilă care s-a caracterizat printr-o luptă hotărâtă a fost Divizia Secuiască, restul grupărilor reușind să ducă o luptă de rezistență cu caracter doar simbolic și fiind cu ușurință forțate să se retragă în Ungaria interioară, de către unitățile militare regulate ale statelor succesoare.

## Formarea marii unități
„O divizie care a apărut ca urmare a inițiativei individuale și a voluntariatului.”—Gottfried Barna, Székelyföld, 2008
La începutul lunii noiembrie, Gruppenkomando Siebenbürgen (română Grupul Transilvania) aflat sub comanda lui Anton Goldbach von Sulittaborn în Ardeal, a fost dizolvat și soldații săi au fost împrăștiați. De asemenea, din Divizia 38 Infanterie Honvezi au rămas numai o parte dintre unități. La 13 noiembrie 1918 însă, guvernul Károlyi a emis un ordin prin care celor care se născuseră între anii 1896 - 1900, li s-a interzis eliberarea din armată și plecarea acasă.

### Evoluția

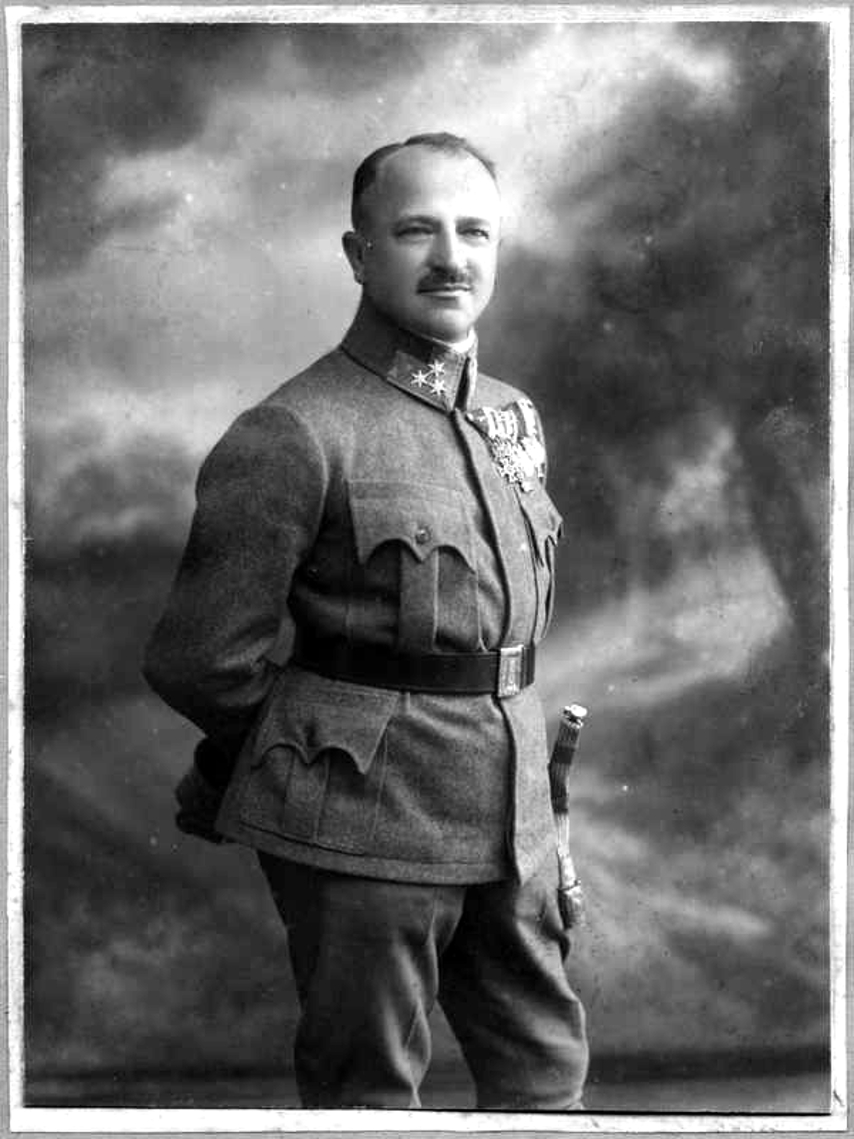
Comandantul detașamentului secuiesc și al viitoarei divizii, colonelul Károly Kratochvil

La sfârșitul lunii noiembrie 1918, generalul-locotenent Konrád Siegler – comandant al districtului militar Cluj a fost pensionat, în locul său fiind numit la 26 noiembrie colonelul Károly Kratochvil, transferat de la Oradea. Districtul militar transilvănean a fost reorganizat și Kratochvil a preluat comanda Diviziei 38 Infanterie Honvezi, din care mai rămăsese doar cadrele Regimentului 21 Infanterie Honvezi Cluj, în timp ce fostul Regiment 24 Infanterie Honvezi din Brașov era reorganizat la Zalău. La dispoziția sa urmau de asemenea să se afle Regimentul 12 Infanterie Honvezi Satu Mare și Regimentul 32 Infanterie Honvezi Dej care făcuseră parte din Brigada 81 Infanterie Honvezi a Diviziei 41 Infanterie Honvezi. Numărul redus de militari rămași în unități precum și mai ales starea disciplinei acestora complicau însă foarte mult situația.
Kratochvil era un ofițer capabil, dar circumstanțele cu care s-a întâlnit și în care divizia a fost reîncadrată au fost excepționale. La sosirea colonelului maghiar la Cluj, singurele forțe existente erau un batalion de jandarmi, poliția locală și gărzile naționale, separate deja pe criterii etnice. Avansul trupelor române în secuime a limitat însă posibilitatea militarilor din zona afectată de a se întoarce în ținutul natal. În mod similar, au fost afectați și cei care studiau sau munceau în Cluj, oferind astfel o bază de recrutare. Astfel, un grup de ofițeri rezerviști, intelectuali la bază, au constituit un grup de inițiativă care a primit suport oficial din partea lui Kratochvil și a Comisarului guvernamental pentru Ungaria de Est, István Apáthy. Un grup de 15 ofițeri urma să meargă în secuime pentru a aduna soldați.
Primind din partea comandamentului districtului militar transilvănean bani și echipament, pentru început câțiva dintre ofițeri au mers să recruteze voluntari din secuime. Deoarece activitatea lor a întâlnit opoziția autorităților locale și a celor preocupați să înființeze un stat secuiesc, aceștia s-au îndreptat spre zonele păduroase din comitatele Trei Scaune și Ciuc, departe de orașe și de administrația locală. Centrul acțiunii a fost stabilit la Baraolt, care avea legătură telefonică cu comitatul Odorhei și era în proximitatea căii ferate, cu stație la Augustin.
În acest timp, arme și muniții au fost colectate și aduse în Cluj din împrejurimile orașului. La 30 noiembrie 1918, primii voluntari au fost trimiși de la Biborțeni să se îmbarce în tren, la Augustin. La 1 decembrie aceștia au ajuns la Cluj, odată cu un tren blindat trimis de către guvernul ungar. Noii voluntari au fost separați de la bun început de restul trupelor, pentru a nu fi contaminați de indisciplina și defetismul acestora. Noii soldați sosiți în capitala Transilvaniei s-au dovedit însă a suferi de exces de zel. În plus, au încălcat interdicția instituită în oraș la sfârșitul lunii noiembrie de a consuma alcool și au tras focuri de armă la întâmplare. Incidentele care au urmat s-au soldat astfel cu victime nevinovate.

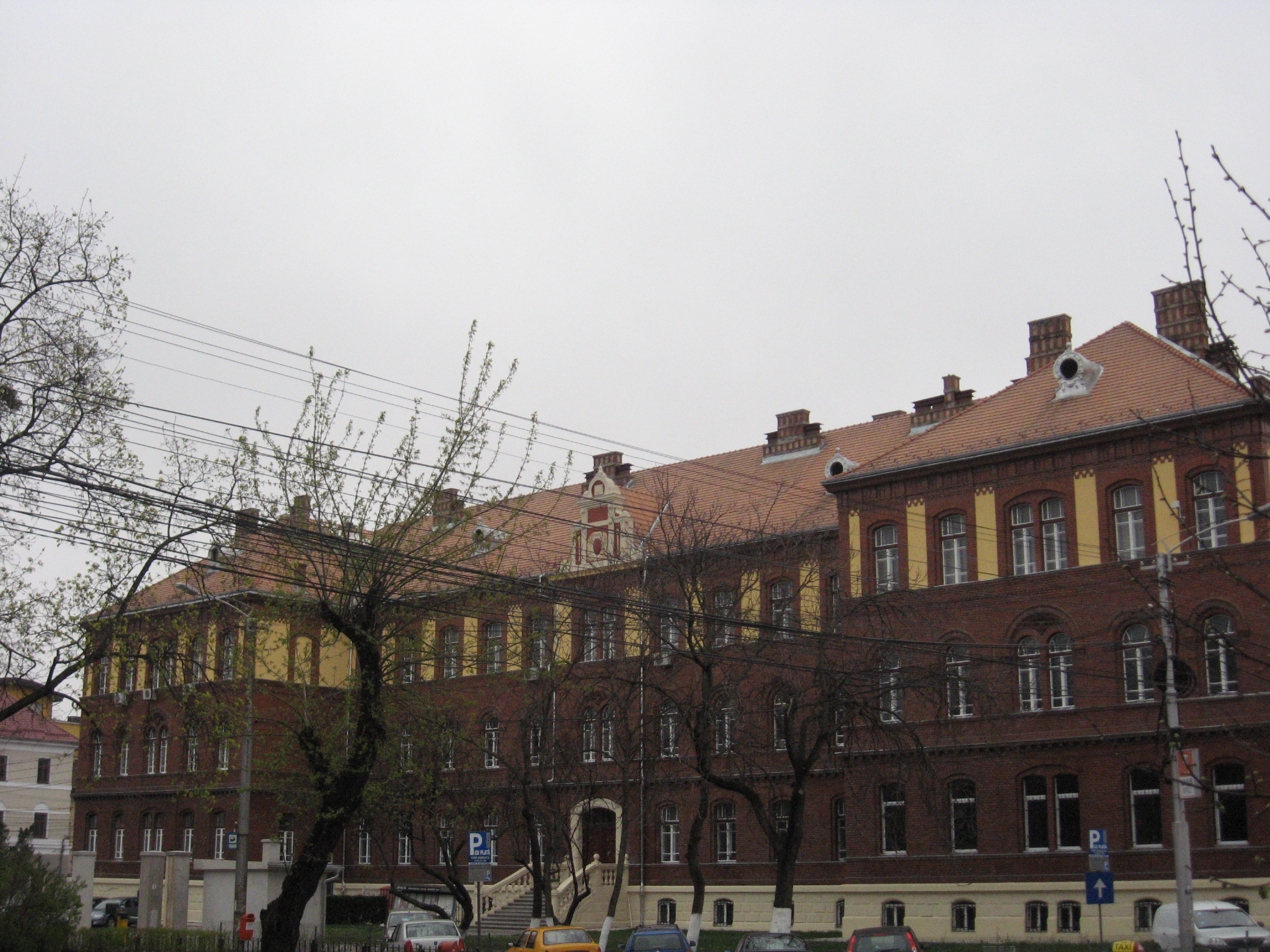
La Cluj sediul Diviziei Secuiești se afla în clădirea Casei Învățătorului

La 1 decembrie 1918 s-a format la Cluj un prim detașament secuiesc care avea să devină nucleul viitoarei divizii și încă din primele zile ale lunii, un corp de comandă al viitoarei mari unități a luat ființă. Primul batalion format în Cluj a fost comandat mai întâi de către ofițerul István Zágoni și ulterior, de către maiorul Gábor Berde, iar la comanda viitorului regiment a fost numit colonelul Nagy Pál. Cu toate că armamentul și muniția aflate în depozitele armatei ungare, atâtea câte mai rămăseseră fără a fi preluate de către trupele române, fuseseră în măsura posibilităților evacuate dincolo de linia de demarcație, încazarmarea și înarmarea noilor soldați a fost dificilă. Până la Crăciun, abia jumătate din trupă avea efectele și armamentul cuvenite. Sediul diviziei a fost stabilit în clădirea Casei Învățătorului.
La apelul de recrutare secuii au răspuns în numărul cel mai mare, astfel că, în final, efectivul marii unității a fost constituit din membri ai fostelor batalioane secuiești și ai unor divizii transilvănene. De la Budapesta, Consiliul Național Secuiesc a constituit un fond destinat apărării naționale din care a trimis la Cluj bani și, de asemenea, câteva sute de recruți proveniți dintre soldații care se reîntorceau de pe front. În vederea completării diviziei, Ministerul de Război ungar și-a dat acordul pentru recrutarea de pe teritoriul transilvănean a cinci contingente maghiare, dar în scurt timp autoritățile militare române s-au apucat în aria lor geografică de responsabilitate, să distrugă arhivele militare maghiare pentru a interfera cu organizarea trupelor. De asemenea, au interzis călătoriile pentru bărbații cu vârste între 18 și 35 de ani.
Primul regiment reînființat a fost însă Regimentul 12 Infanterie Honvezi Satu Mare, dar disciplina soldaților lăsa mult de dorit, chiar și în contextul vremurilor. Comandantul unității a fost astfel nevoit să se retragă și a fost numit altul. Cea mai rea situație s-a întâlnit însă la Cluj la Regimentul 21 Infanterie Honvezi, unde ofițerii nu au reușit să-și țină trupa sub control. Astfel, soldații aveau ca principală distracție trasul cu armele în tavan și ferestre, refuzau să facă corvezi, solicitau să li se aducă femei și funcționari civili care să muncească în locul lor. Până și Kratochvil a ajuns să asiste la o situație în care de la parterul clădirii în care erau cazați soldații, au zburat pe fereastră în stradă mobilier și pâini întregi. Majoritatea celor recrutați erau pur și simplu întreținuți de statul ungar, astfel că atunci când sesizau apariția unor blocaje în întreținerea lor deveneau „tâlhari, nu militari”.
La sfârșitul lunii decembrie 1918 – conform profesorului István Apáthy (numit la 8 decembrie de către guvernul maghiar comisar guvernamental pentru Ungaria de Est), efectivul unității ajunsese la 3.000 de soldați. Un alt punct de vedere a fost susținut în 1929 de către Endre Koréh, care a afirmat că la sfârșitul anului 1918, numărul era de doar 1.700. Ultimul număr este confirmat de istoricul Paula Virag, care afirmă și că la acel moment unitatea era dotată cu 600 de puști și că ducea mare lipsă de ofițeri.
În aceeași perioadă au apărut alte mici unități neregulate care aveau la bază ofițeri tineri de grad inferior, proprietari locali și jandarmi. Efectivul micii armate a lui Kratochwil s-a mărit atât pe seama acestora, ele fiind contopite cu corpul principal al viitoarei divizii, cât și cu recruți trimiși spre est de către Consiliul Național Secuiesc din Budapesta. De asemenea, de la sfârșitul lunii ianuarie până la mijlocul lunii aprilie 1919 au mai fost încorporați membrii ai Gărzilor Naționale Maghiare și ai jandarmeriei ungare. Cu toate acestea, cu excepția unor elemente animate de spirit patriotic și a refugiaților, numai populația afectată direct de avansul trupelor române a oferit ajutor unității. Astfel, campania de recrutare a avut succes numai printre refugiații din Transilvania și în satele de lângă linia de demarcație.
Este de menționat însă că printr-un ordin al comandamentului militar românesc de la Zalău, deplasarea peste linia de demarcație în zone încă neocupate de armata română a bărbaților apți de a purta arme, respectiv a tinerilor peste 17 ani, a fost interzisă cu scopul de a limita înrolarea acestora în armata guvernului republican maghiar.
Mai mult, efectivul era insuficient spre a face față în lunile următoare, serioasei provocări militare determinate de Armata României. Comentând lipsa suportului în masă pentru Divizia Secuiască, fostul ministru Samu Barabás a notat în jurnalul său la data de 10 iunie 1919:
„La începutul recrutării, opinia publică a fost în cea mai proastă situație posibilă. În timpul Revoluției din Octombrie, oamenii s-au simțit eliberați de poverile muncii, disciplinei și datoriei ... Pe deasupra, promisiunea distribuirii terenurilor a intensificat vechea ostilitate dintre nobili și țărani, ceea ce a condus la o paralizie socială.”—Samu Barabás, 1919
Apărarea frontierelor ungare a fost interpretată astfel de către de țărani, ca o problemă care privea numai nobilimea.
O excepție raportată la apatia cu care populația din câmpia ungară s-a implicat în procesul de recrutare, a fost reprezentată de reînființarea Brigăzii 39 Infanterie Honvezi formată din Regimentul 3 Infanterie Honvezi și Regimentul 39 Infanterie Honvezi, în comitatul Hajdú. Noile unități au fost menținute în apărarea zonei Ciucea..
Recrutarea slabă din marile orașe din Crișana, unde mișcarea muncitorească era mai dezvoltată și, din zona de câmpie, a făcut să se păstreze preponderența elementului secuiesc, mai ales în ceea ce-i privește pe ofițeri. La sfârșitul lunii ianuarie 1919, unitatea ajunsese la 7.000-8.000 de oameni și avea deja forța unei divizii, iar la sfârșitul lunii martie 1919 numărul de ofițeri era de 650 și cel de soldații de 9000. Ulterior, cifra a suit la 682 de ofițeri și 10.395 de soldați, fiind dotată cu 186 de puști mitraliere. În momentul proclamării Republica Ungară a Sfaturilor (21 martie 1919), divizia avea 12.000 de soldați și 649 de ofițeri, fiind cea mai mare unitate militară din Ungaria, singura echipată în mod corespunzător și în același timp singura gata de luptă.
Cea mai mare parte a militarilor proveneau din clasa de mijloc, fiind meșteșugari, comercianți și mici proprietari de magazine sau studenți ai universității, destul de critici față de tot ceea ce ar fi putut avea de-a face cu comunismul. De asemenea, în comparație cu alte unități ale armatei ungare, militarii diviziei aveau pe lângă spiritul de corp și un comandant capabil, în persoana lui Kratochwil.
Aflată în spatele liniei de demarcație, practic cu puterile proprii și fără sprijinul guvernului, unitatea s-a dotat cu armament procurat din punctele și depozitele mobile de pe căile ferate, echipamentul fiind în bună parte provenit de la fosta armată Austro-Ungară. Ceea ce a lipsit a fost completat la sfârșitul anului 1918, de la trupele aflate în retragere ale Armatei Mackensen. Astfel, în primăvara anului 1919 divizia avea în compunere 19 batalioane infanterie, 16 divizioane de artilerie grea și un escadron de cavalerie.

### Structura
Comandant: colonelul Károly Kratochvil; fost comandant al Regimentului 4 Infanterie Honvezi din Oradea și ulterior al Brigăzii 39 Infanterie Honvezi din Divizia 20 Infanterie Honvezi (maghiară ), Oradea.
În structura Diviziei 38 Infanterie Honvezi reînființată la Cluj și redenumită ulterior Divizia Secuiască, au intrat mai întâi următoarele unități:
- Regimentul 21 Infanterie Honvezi Cluj[6] (relocat mai întâi la Oradea și apoi la Satu Mare;[23] la origine a făcut parte din Brigada 75 Infanterie Honvezi a diviziei)[7]
- Regimentul 24 Infanterie Honvezi Brașov (relocat la Zalău;[6] la origine a făcut parte din Brigada 76 Infanterie Honvezi a diviziei)[7]
- Regimentul 12 Infanterie Honvezi Satu Mare[6] (la origine a făcut parte din Brigada 81 Infanterie Honvezi aflată în compunerea Divizia 41 Infanterie Honvezi)[18]
- Regimentul 32 Infanterie Honvezi Dej[6] (relocat la Jibou;[23] la origine a făcut parte din Brigada 81 Infanterie Honvezi)[18]
- Regimentul Secuiesc (nou înființat și precedat de Batalionul Secuiesc)[2]

Până la sfârșitul lunii martie 1919 divizia a fost reorganizată, regimentele fiind reunite în „Grupuri”:
- Grupul 1 Secuiesc: comandat inițial de către colonelul Pál Nagy și apoi de locotenent-colonelul Csekő Ágoston; format din Batalionul 41/2 și din recruți proveniți din secuime (fostul Regiment Secuiesc) și din Satu Mare.
- Grupul 21 Secuiesc: comandat inițial de către Lajos Kubay, apoi de către Csekő Ágoston, iar ulterior de colonelul Ferenc Schuppler; format din 5 batalioane care au compus Regimentul 21 Infanterie Honvezi și Regimentul 32 Infanterie Honvezi.
- Grupul 24 Secuiesc: comandat inițial de către locotenent-colonelul Géza Mjazovszky și ulterior de către locotenent-colonelul Gombos Zoltán; format din 5 batalioane care au compus Regimentul 12 Infanterie Honvezi și Regimentul 24 Infanterie Honvezi.
- Grupul Verbőczy: comandat de căpitanul Kálmán Verbőczy; format din 13 ofițeri de infanterie și de administrație, membrii ai Gărzii Naționale Maghiare din Cluj-Napoca, elevi ai școlilor militare de ofițeri și jandarmi.
- Divizionul 1 de Husari Secui: comandat de locotenent-colonelul Achard Percs; format din 2 escadroane și o grupă de mitraliere.
- 2 regimente de artilerie având în compunere 5 divizioane, cu un total de 16 baterii.
- 1 celulă de aviație cu 4 avioane.

Militarii marii unități purtau șapca „Bocskay” fără cozoroc, iar tunica, la rever avea o panglică cu tricolorul maghiar. Însemnele respective au fost purtate și sub guvernarea comunistă a lui Béla Kun, pentru a fi subliniată în mod ostentativ tendința naționalistă, aflată în opoziție cu ideologia comunistă (guvernul nu apobase pentru divizie un echipament militar distinctiv).
Marea unitate nu avea însă coeziunea unei discipline severe și aceasta lăsa de dorit. Unitatea era alcătuită în pripă cu elemente provenite din regimente cu spirit de grupă și tradiții diferite, iar soldații aveau moralul zdruncinat, ca efect al numeroaselor înfrângeri suferite pe fronturile de luptă. Un crez iluzoriu îi mâna pe soldați: recucerirea Transilvaniei, dar cu toate acestea soldații fugeau de disciplină și de front. Chiar și așa, divizia a fost totuși cea mai disciplinată dintre unitățile maghiare și cea mai hotărâtă să opună rezistență trupelor române.

## Perioada armistițiului

### În preajma Marii Adunări Naționale
Având și scopul de a scăpa Clujul de turbulenții soldați ai Regimentul 21 Infanterie Honvezi, după reîncadrarea acestuia, Kratochvil i-a trimis să întărească jandarmii și gărzile naționale maghiare de pe linia de demarcație, sperând că disciplina ar fi mai ușor de reconstruit în aceste condiții. Plecarea unității însă s-a transformat într-un dezastru, deoarece trupa a băut întreaga zi în gară, a tras cu armele și a aruncat cu grenade, unele dintre acestea fiind pur și simplu pierdute. Transportați într-un final la Aiud, Turda și Cucerdea Secuiască, soldații au avut față de români o atitudine turbulentă și amenințătoare, care a servit drept foarte bun pretext pentru aceștia să invoce necesitatea ocupării punctelor strategice aflate dincolo de linia de demarcație.
La 26 noiembrie 1918, trupe de secui au ocupat nodurile de cale ferată din vecinătatea orașului Alba Iulia, cu scopul de a împiedica populația și mai ales pe delegați să ajungă la Marea Adunare Națională. Dislocați la Cucerdea, Teiuș, Podul Mureș și Coșlar, soldații acestora au oprit garnituri feroviare și le-au întors înapoi, mulți dintre delegați fiind nevoiți să coboare din trenuri și să se deplaseze pe jos sau cu căruța, pentru a ajunge la destinație. Aflând aceasta, Garda Națională Română din Cucerdea a intervenit somând trupele de secui să se retragă, dar aceștia au răspuns cu tiruri de arme. În ajutor a venit Garda Națională Română din Ocna Mureș, împreună cu muncitorii de la saline și de la Fabrica de Sodă. Ca efect al atacului venit de pe malul drept al Mureșului, secuii au fost aruncați spre Turda, trebuind să părăsească și localitățile Aiud, Mirăslău și Vințu de Sus.
Proiectul de intervenție al trupelor conduse de Kratochvil, care primiseră ordin să împrăștie mulțimea și pe delegații veniți la Alba Iulia în timpul Marii Adunări Naționale, precum și să prindă pe conducători, a fost zădărnicit și de un detașament de infanterie al Armatei României, care a pus stăpânire pe Uioara. Conform istoricului militar Constantin Moșincat, aflând astfel că trupele române au ocupat poziții cu scopul de a zădărnici acțiunile patrulelor sale, Kratochvil ar fi renunțat la acțiunea în cauză.
O viziune diferită asupra cauzelor minimalusmului acțiunii trupelor ungarea a prezentat-o istoricul Peter Weber. Astfel, cu toate că Apáthy a vehiculat ideea ocupării fără vărsare de sânge a localității Alba Iulia, probabilitatea ca o eventuală acțiune de represalii împotriva Marii Adunări Naționale a românilor de la Alba Iulia să fi fost pornită de Kratochvil – astfel cum a fost informat generalul Traian Moșoiu – este puțin probabilă. Însuși Apathy a declarat că nu a putut să se opună voinței guvernului ungar, care a dorit să nu permită vreo acțiune care să perturbe desfășurarea adunării.

### Retragerea din Cluj și primele confruntări
Forțele militare ungare aflate în curs de constituire ar fi putut să încerce împiedicarea Armatei României să depășească prima linie de demarcație, stabilită de-a lungul Mureșului. Kratochvil, de altfel, și-a informat trupele la 16 decembrie 1918 că pot să facă uz de arme, dacă este necesar. Temându-se însă de repercusiunile unui asemenea act, guvernul ungar a încercat, fără succes, să caute o soluție mediată. Intenționând să împiedice ocuparea Clujului de către Armata României, trupele de secui nu au opus rezistență doar ca urmare a unui ordin direct către comandamentul din oraș din partea ministrului apărării en titre, Albert Bartha, emis la 18 decembrie. Soldații secui au fost însă cu mare greutate convinși la Războieni de către secretarul de stat maghiar al apărării, László Fényes, să cedeze podul de peste Mureș, acesta fiind chiar amenințat cu moartea. O analiză realistă a situației militare de către factorii politici și militari aflați la fața locului a indicat, de asemenea, că efectivul existent al trupelor, situația dotării cu armament precum și situația disciplinei din cadrul unităților nu ar fi permis oricum o rezistență efectivă. Ca atare, trupele de secui s-au regrupat la final în spatele orașelor desemnate ca fiind limită, a noii linii de demarcație.
Un incident armat a perturbat totuși liniștea Clujului. Astfel, la 19 decembrie soldați secui indisciplinați au deschis focul asupra Băncii „Economul” care la acel moment era sediul Senatului Național Român din Cluj. Acțiunea – declanșată în mod nesăbuit – a avut drept rezultat moartea elevului Octavian Teodor Petrovici, ucis în momentul în care intenționa să se salveze din clădire. Soldații respectiv au fost dezarmați prin cooperarea gărzilor naționale, maghiară și română, iar a doua zi Consiliul Național Maghiar (devenit între timp și Secuiesc) a condamnat incidentul.
Dat fiind că trupele române urmau să intre în Cluj, cele ungare au părăsit orașul începând cu data de 22 decembrie. La 23 decembrie ultimii soldați au părăsit localitatea. Într-un gest simbolic însă, comandamentul acestora a rămas un timp, pe poziții. Au rămas, de asemenea, în zonă formațiuni mai mici, ale Regimentului 21 Infanterie Honvezi din Cluj, cu misiunea de a asigura drumul spre Oradea pentru perioada de transport a muniției. Pe drum, între Bratca și Aleșd, au avut loc schimburi de focuri între localnicii români și trenurile cu militari secui care se retrăgeau de la Cluj.
Retragerea și evacuarea fără luptă a Clujului au avut impact asupra moralului micii trupe aflate acolo, astfel că în momentul în care li s-a cerut să aleagă dacă vor să-și urmeze comandanții sau nu, unii dintre soldați au văzut retragerea ca fiind dovada lipsei oricărei speranțe. Militarii unuia dintre batalioanele regimentului din Cluj, constituit din recruți originari din comitatul Ciuc, au cerut astfel să fie lăsați la vatră pentru a-și putea proteja familiile. Treptat, pe drum, aceștia au fost dezarmați și eliberați din serviciul militar.
Decretul ministrului de război ungar din 18 decembrie 1918, care a autorizat rămânerea unor forțe maghiare în zonele ocupate de către trupele române, a deschis calea spre posibilitatea ca acestea să fie dezarmate de români. Ca efect politic, s-ar fi putut astfel emite proteste pe cale oficială către Antantă. Varianta respectivă ar fi putut însă conduce la neutralizarea mici armate ungare în curs de constituire pe teritoriul Transilvaniei, iar o evoluție care să facă posibilă această eventualitate a fost refuzată de către liderii militari și politici maghiari transilvăneni. Regimentul 32 Infanterie Honvezi a fost relocat la Jibou, iar trupele de husari la Tășnad. De la Oradea, trupele Regimentului 21 Honvezi au fost dislocate ulterior la Satu Mare pentru completare și dotare. În contextul arestării profesorului István Apáthy de către români, ca efect al incidentului armat de la Țigani (Crișeni) din 14 ianuarie 1919, Kratochwil s-a mutat mai întâi la Huedin, unde rămăsese și un batalion de-al său și mai apoi la Oradea, unde și-a transferat centrul de comandă la mijlocul lunii ianuarie. Ulterior, centrul de comandă al districtului militar transilvănean a fost transferat la Debrecen.
Depășind ce-a de-a doua linie de demarcație însă, Armata Română a determinat o situație care se putea complica foarte mult. Surescitați de sentimentul naționalist, din toate părțile au început să vină în Transilvania voluntari maghiari deciși să lupte. Aflate în retragere la ordinul guvernului Károlyi, trupele de secui au avut câteva scurte ciocniri cu trupele românești.

### În apărarea noii linii de demarcație

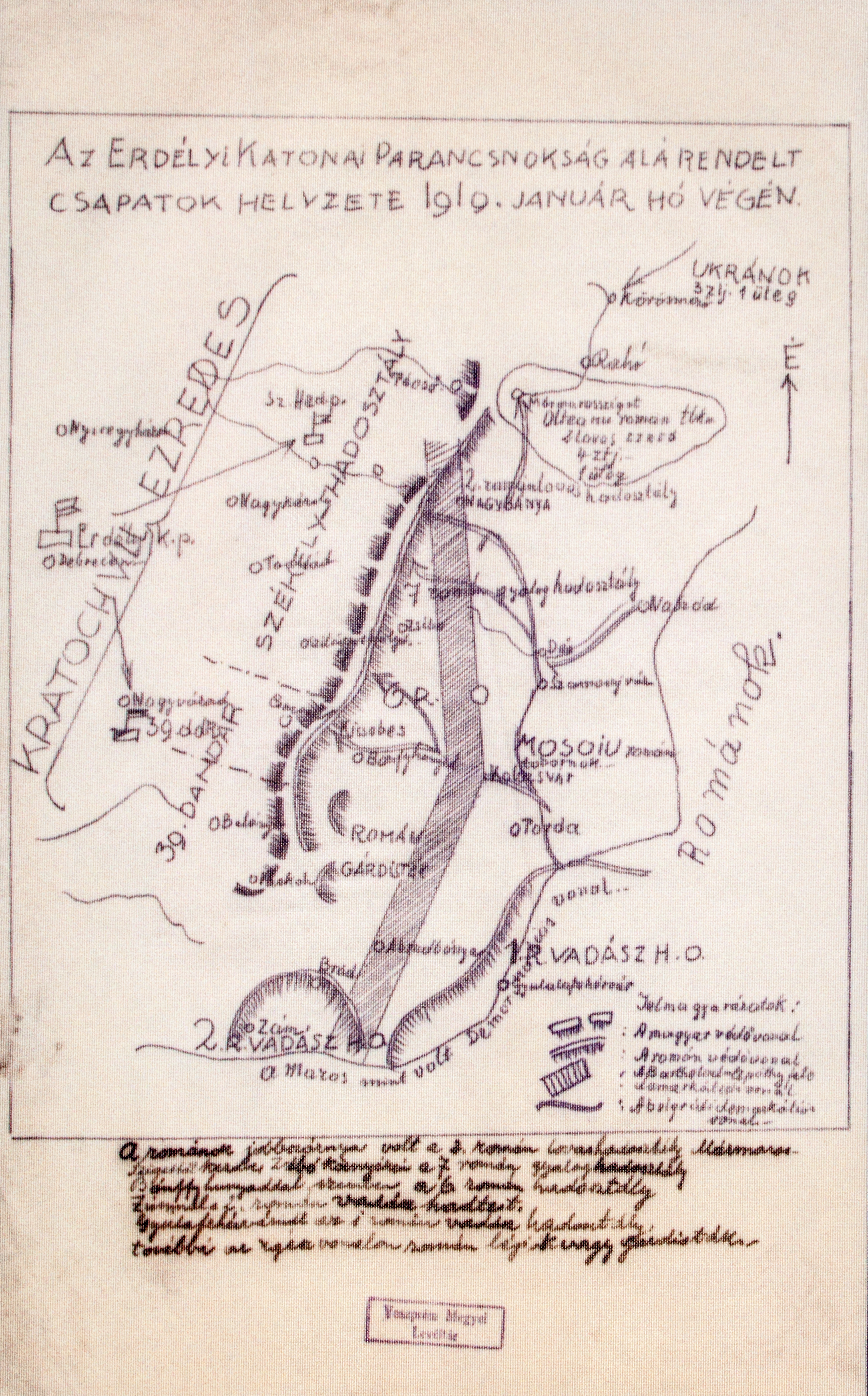
Situația militară la nivelul liniei de demarcație în ianuarie 1919.

Sectorul apărat de Divizia de Secui s-a întins de la Beiuș la Sighetu Marmației. Pe principalele drumuri de pe văi au fost dislocate forțe mai mari, în detrimentul forțelor staționate între aceste puncte. Nu s-a putut realiza o eșalonare în adâncime a apărării și nici nu s-au putut prevedea rezerve adecvate. La linia de demarcație poziția marii unități a devenit din ce în ce mai precară, deoarece aceasta s-a întins pe un front de 150 de km. Pe fondul unor condiții din ce în ce mai haotice în hinterlandul învecinat, comunicațiile și aprovizionarea au devenit din ce în ce mai dificile, iar gradul de fragmentare în mici unități al diviziei a crescut. Fiecare comandant a ajuns să opereze în mod autonom în propriul sector, planificând și executând în baza autorității proprii, operațiuni în teritoriul stăpânit de către trupele române.

#### Contextul militar
Regimentul 21 Infanterie Honvezi și Garda Națională Maghiară din Oradea au fost dislocate în apărarea pasului Ciucea, Regimentul 24 Infanterie Honvezi fost poziționat pentru a sprijini Garda Națională Maghiară din Zalău, în timp ce Regimentul 32 Infanterie Honvezi a fost dispus în apărare pe valea Someșului.
Dislocată pe noua linie oficială de demarcație dintre trupele ungare și cele românești cu scopul de a o apăra, Divizia Secuiască a efectuat de asemenea raiduri neoficiale și misiuni de salvare dincolo de ea. De ambele părți, atât românii cât și ungurii s-au limitat totuși în perioada dintre ianuarie și aprilie la acțiuni minore de sondaj al inamicului, peste respectiva linie.
În contextul politicii de non-rezistență pasivă dezvoltată în cursul iernii 1918-1919 de către guvernul ungar, atitudinea din ce în ce mai războinică a militarilor Diviziei Secuiești a subminat politica oficială. Cu toate acestea, Kratochvil nu a fost descurajat. Mai mult, colonelul a fost proactiv, ordonând misiuni care să traverseze liniile românești. Kratochvil și subordonații săi au fost de părere că rezistența armată este singura cale de urmat, pentru a păstra teritoriile situate la periferia teritoriului Ungariei, opinie împărtășită de mulți dintre contemporanii lor de aceeași limbă, aflați în acele zone.
Aflate în curs de retragere din Zalău, de unde Regimentul 24 Infanterie Honvezi trebuia să plece, infanteria maghiară susținută de mitraliere a luat cu asalt trenul în care se îmbarcaseră trupele române în drum spre gara Țigani (actual Crișeni). Lupta a durat până ce regimentul ungar a terminat de evacuat orașul și trupele ungare au fost respinse dincolo de linia de demarcație de un contraatac românesc, susținut cu întăriri sosite de la Jibou, la 1/14 ianuarie 1919.
La 20 ianuarie 1919, numele diviziei a fost schimbat oficial din Divizia 38 Infanterie Honvezi în Divizia Secuiască, aceasta urmând să aibă garnizoana la Debrecen. Este de menționat că de la mijlocul lunii ianuarie 1919, comandanții Diviziei Secuiești hotărâseră cu de la sine putere să nu se mai retragă, indiferent de ordinele venite de la Budapesta. Unii dintre ofițeri, cu precădere cei din cercul secuilor proveniți din recrutările inițiale, au tolerat greu lipsa de acțiune. O mișcare vizând declanșarea unor atacuri fără ordin a avut loc, în speranța că aceastea vor antrena un atac general, dar prudența comandanților a făcut ca acest plan să eșueze.
Cea mai importantă ciocnire, survenită ca urmare a unui astfel de atac lansat fără o comandă superioară directă, a avut loc la Zalău. După evacuarea orașului, în rândul trupelor maghiare staționate la vest de respectiva localitate, la Șimleu Silvaniei și Tășnad precum și în rândul membrilor gărzilor naționale maghiare din Crasna, au început să se agite spiritele, pe fondul unor zvonuri care circulau despre dificultățile pe care populația maghiară din Zalău le avea, ca urmare a interacțiunii cu trupele române. Pe acest fond și cu intenția ca trupele ungare să preia aliniamentul Jibou-Munții Meseș, comandantul local fără știrea eșalonului superior al diviziei a hotărât să atace Zalăul, ceea ce s-a și întâmplat în noaptea de 22 spre 23 ianuarie 1919. La scurt timp după începerea atacului, comandantul maghiar a pierdut contactul cu subunitățile sale și nu a putut controla respectarea instrucțiunilor sale. Cu toate acestea, orașul a fost cucerit, astfel că trupele române au trebuit să evacueze localitatea. Acțiunea nu a mai continuat și scopul principal nu a mai fost atins, deoarece cuceritorii s-au apucat să-și sărbătorească reușita împreună cu populația civilă, în loc să continue să ocupe punctele strategice desemnate. Deținând în continuare poziția dominantă, trupele române au revenit susținute de artilerie, astfel că la 25 ianuarie localitatea a trebuit să fie evacuată de soldații maghiari, urmați de populația civilă de etnie maghiară. Ca efect al acțiunii sale, comandantul trupelor ungare – Mihály Gyurotsik – a fost deferit Curții marțiale de război, dar acesta a revenit până la urmă la unitatea sa la 1 aprilie.
La 12 ianuarie 1919, trupele române au presat Regimentul 21 Infanterie Honvezi, care s-a retras la Ciucea. În perioada de sfârșit a lunii ianuarie și de început a lunii februarie, respectiva unitate nu se afla în acel moment într-o formă prea bună, din punct de vedere al disciplinei. Dislocată în apărarea zonei Ciucea, aceasta a contribuit totuși pe 16 ianuarie la atacarea trupelor române din zonă, care au replicat câteva zile mai târziu printr-un atac încununat de succes, asupra Huedinului. Pasul Ciucea a fost însă ținut de trupele regimentului, care în perioada 21-22 ianuarie 1919 au reușit să mențină printr-un contraatac, linia de demarcație.
Fără a se baza pe un ordin direct venit de la Kratochvil, colonelul Lajos Kubay a decis să contraatace, astfel că la 23 ianuarie acesta a inițiat o acțiune proprie, fără să notifice eșalonul superior al diviziei. Timp de 3 zile, soldații maghiari au înaintat în Țara Călatei până la Brăișoru. Datorită faptului că regimentul era amenințat cu încercuirea dinspre nord și sud de trupe neregulate românești și dinspre Cluj de trupe regulate, forțele ungare s-au retras la Ciucea, unde o delegație franceză le-a cerut la 29 ianuarie să înceteze ostilitățile. În acest context, linia frontului s-a stabilit în Munții Bihorului.
Un nou val de recrutări pe bază de voluntariat a început în Ungaria, în contextul pericolului de confruntare cu Armata României, cele mai multe persoane care s-au înrolat în Divizia Secuiască provenind din comitatele, Clujului, Bihorului și Mureșului. În rest, în Marea Câmpie Ungară procesul de recrutare s-a izbit de apatia populației. Organizarea unei armate de voluntari sub ministeriatul lui Böhm a eșuat, iar multiplele schimbări care au fost făcute având în vedere condițiile impuse de necesitatea de a echipa numai 6 divizii, conform Convenției militare de la Belgrad, au făcut ca dezvoltarea Diviziei Secuiești să se petreacă de o manieră separată.
În martie 1919, a avut loc o rebeliune armată în arealul exploatărilor de sare situate în apropierea orașului Târgu Mureș (maghiară Sóvidék). Revoltații s-au bazat pe sprijinul militar al Diviziei Secuiești, sprijin pe care aceasta nu a fost capabilă să-l acorde.
Comandamentul maghiar se aștepta la un atac al trupelor române în zona Hodod–Seini–Sighet. În noaptea de 15 spre 16 aprilie 1919 noi atacuri, de data aceasta de o intensitate deosebită, au fost date de către trupele maghiare după o prealabilă pregătire de artilerie pe valea Someșului la Cicârlău, la Țigani (Crișeni) și pe valea Crișului Repede, precum și la Ciucea.

#### Dificultățile politice
Unitățile diviziei și-au ocupat zonele de dislocare fără a fi clară misiunea pe care o aveau, deoarece conducerea politică ungară încă nu optase pentru rezistență armată în ceea ce privește integritatea teritorială a Ungariei. Cu toate acestea, Kratochvil a decis în sfera sa de autoritate, încă de la jumătatea lunii decembrie 1918, organizarea unei apărări active împotriva românilor. De abia în luna martie 1919, acesta însă a specificat în discursul său că protejarea integrității teritoriale a țării era sarcina prioritară.
O problemă mai mare decât apatia asociată recrutărilor a reprezentat-o însă atitudinea autorităților centrale din Budapesta. Astfel, spre sfârșitul lunii ianuarie și începutul lunii februarie, József Pogány a cerut dezarmarea Diviziei Secuiești, afirmând că militarii ei sunt reacționari și contrarevoluționari. Afirmațiile politicianului au primit însă o replică promptă din partea militarilor, care la 16 ianuarie 1919 au afirmat că salvarea Ungariei poate fi realizată numai de către o armată disciplinată. Ca atare, a fost introduse măsuri punitive mergând până la condamnarea la moarte prin împușcare, ce au vizat întărirea disciplinei și stoparea jafurilor. Cu toate acestea, pozițiile Consiliului Militar din Budapesta, care între timp hotărâse stoparea retragerii și inițierea după întărirea forțelor militare, a unor acțiuni ofensive menite să respingă Armata României în spatele liniei de demarcație și, cele ale conducerii marii unități, nu s-au apropiat însă prea mult.
Ca replică la acuzațiile lui Pogány, la începutul lunii februarie au venit asigurări din partea diviziei precum că nu este tolerată contrarevoluția în rândurile acesteia. Exprimându-și de asemenea, încrederea în guvern, militarii acesteia au cerut însă eliminarea lui Pogány, a cărui activitate a fost considerată dăunătoare. Astfel, acesta a împiedicat livrarea de haine și lenjerie destinate trupelor diviziei. Mai mult, într-un moment în care ministrul apărării, Vilmos Böhm, a trimis piese de artilerie către aceasta, conducerea căilor ferate a refuzat să le transporte. La intervenția Consiliului Național Secuiesc tunurile au fost totuși livrate, dar în timpul transportului agenții lui Pogány le-au făcut practic inutilizabile, eliminându-le dispozitivele de ochire.
| Imagine indisponibilă                                            |  | Imagine indisponibilă                                                       |
| Soldați ai Diviziei Secuiești la Satu Mare, în luna martie 1919< |  | Primul ministrul ungar Mihály Károlyi inspectând trupele Diviziei Secuiești |

La 11 februarie 1919, comandamentul diviziei împreună cu un batalion de secui s-au mutat la Satu Mare. Venit să inspecteze divizia, la 2 martie 1919 soldaților acesteia aflați la Satu Mare le-a vorbit primul ministru ungar Mihály Károlyi, care a declarat că
„În cazul în care Conferința de Pace de la Paris, înfruntând principiile wilsoniene și dreptul la autodeterminare națională și renunțând la o pace negociată decide să dezmembreze Ungaria, atunci, în ultimă instanță, ar trebui să recurgem la arme pentru a elibera această țară.”
A fost exact ceea ce soldații și ofițerii erau disperați, anume să audă și în același discurs, Károlyi a aplat la idealurile lor de clasă mijlocie și la ideea unei națiuni puternice, doritoare de a lupta cu ceea ce era perceput la nivelul națiunii maghiare, ca fiind o nedreptate.
La Satu Mare a venit și József Pogány, pentru a se adresa unităților a căror înființare o susținuse. În opinia sa, Ungaria putea fi salvată numai de ideile social democrate. De asemenea, a marșat și pe spiritul internaționalist al celor oprimați, aflați în popoarele beligerante. Dihotomia forțelor aflate la putere în Ungaria a ieșit cu această ocazie în evidență, grupând pe de o parte pe Károlyi și pe democrați, iar pe de altă parte pe social-democrații radicalizați, alături de comuniștii aflați în ascensiune.
După înmânarea Memorandumului Vix către autoritățile centrale ungare, ministrul maghiar al apărării a fost informat de către consilierii săi militari că, în cazul acceptării condițiilor acestuia, Divizia Secuiască se va distanța de acest act și va refuza să execute ordinele.
După ce la 21 martie 1919 a fost proclamată Republica Ungară a Sfaturilor, contextul s-a schimbat. La început, speranța s-a asociat cu îndoiala și incertitudinea. Respingerea Memorandumului Vix a fost percepută de militarii diviziei în mod pozitiv, urmând unei epoci asociate cu neajutoratul guvern Károlyi și aducând speranțe în ceea ce privește dezvoltarea rapidă a armatei și lansarea de operațiuni ofensive. Declarațiile politice ale noilor conducători ai Ungariei precum și schimbările politice interne care au urmat au condus la frustrare, iar penetrarea ideilor bolșevice în armată prin intermediul agitatorilor politici a avut un impact negativ asupra unității, ordinii și disciplinei trupelor secuiești.
Majoritatea ofițerilor marii unități erau la bază apolitici, ceea ce în circumstanțele revoluției roșii, însemna că de fapt se opun acesteia. Ofițerii săi au intrat astfel sub influența politicienilor contrarevoluționari, interesați în susținerea unei lovituri de stat față de noul regim din capitala Ungariei. Situația a devenit astfel treptat, în mod practic, imposibilă pentru Divizia Secuiască. Noul regim i-a recunoscut un statut de semi-independență și în același timp divizia s-a subordonat acestuia, dar situația a fost de așa natură încât în mod real a trebuit să facă față la doi adversari, unul în față și unul în spate. Dacă motivele patriotice îi împingeau pe soldații săi să lupte cu românii, loialitatea lor era însă către contrarevoluție. La scurt timp după declararea Republicii Roșii, nivelul de ostilitate dintre trupele de secui și cele roșii aproape că a ajuns astfel la punctul de a provoca declanșarea unui conflict deschis. De altfel Kratochvil în memoriile sale a scris:
„Divizia Secuiască era la fel de pregătită să se întoarcă și să lupte împotriva lui Kun Béla de una singură și fără ajutor din partea românilor, pentru că noi nu suntem bolșevici și pentru că eram la fel de mult împotriva lui Kun Béla pe cât eram împotriva românilor.”—Károly Kratochvil
În luna martie 1919, Regimentul 12 Infanterie Honvezi de la Satu Mare s-a confruntat cu o epidemie de tifos exantematic. Moralul soldaților era scăzut, iar vestea că linia de demarcație s-a modificat a contribuit suplimentar la deprimarea acestora. La rândul ei, lipsa unor victorii concrete împotriva românilor a amplificat sentimentul de zădărnicie, răspândit în rândurile militarilor.

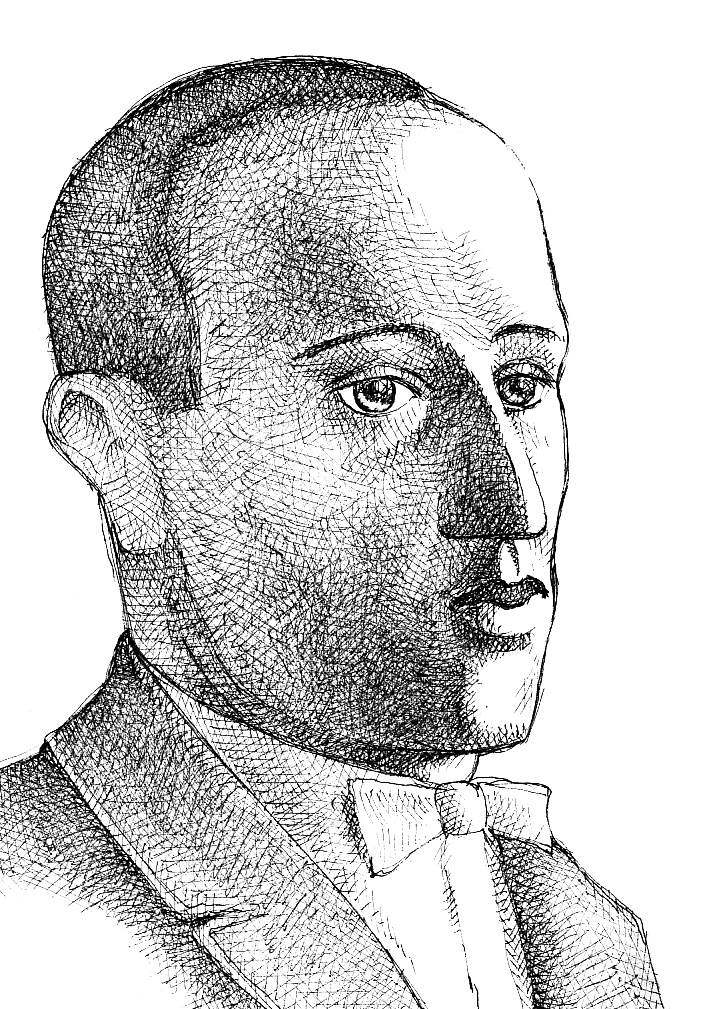
Nagy Vince, cel căruia îi este atribuită originea ideii, ca Divizia Secuiască să întoarcă armele împotriva comuniștilor de la Budapesta.

La sfârșitul lunii martie și începutul lunii aprilie 1919, în circumstanțe neclare, colonelul Kratochvil a făcut francezilor oferta de a întoarce trupele diviziei împotriva comuniștilor, cu condiția ca românii să nu treacă de linia de demarcație și francezii să permită trupelor sale reîntoarcerea în Transilvania. Paternitatea acestei idei disperate și nerealiste se pare că a aparținut lui Vince Nagy, consilierul politic al lui Kratochvil. Acesta locuia la Satu Mare și fusese ministru de interne în guvernul Károlyi. Au fost făcute mai multe încercări de a ajunge la un armistițiu. Astfel, emisarii lui Kratochvil l-au contactat atât pe președintele Consiliului Dirigent, Iuliu Maniu, cât și pe generalul francez de la Arad, Henri de Gondrecourt. Mesajul emisarilor afirma că Divizia Secuiască nu era o formațiune bolșevică. Sondând terenul, mesagerii s-au interesat de atitudinea pe care ar fi putut-o avea românii și francezii, în caz că secuii ar întoarce armele împotriva comuniștilor. Maniu a răspuns că românii ar ataca numai dacă le-ar ordona Antanta, iar francezii la rândul lor au răspuns că românii se vor abține să atace, până când prezumptiva operațiune împotriva guvernului Republicii Sfaturilor va lua sfârșit. Răspunsul francezilor a fost însă inoperant, fiind notificat comandamentului diviziei într-un moment în care ofensiva română deja începuse. Prin intermediul lui Nagy, Kratochvil a încercat să contacteze și conducerea militară a trupelor române, dar generalul Moșoiu a refuzat să fie contactat de către parlamentarii unguri, care nu au mai ajuns astfel la Comandamentul Trupelor din Transilvania. Conform istoricului maghiar Gottfried Barna, opiniile despre acest subiect nu sunt însă unitare, unele dintre acestea afirmând că, de fapt, comandamentul diviziei nu intenționa să atace în mod real, Budapesta.
Ca atare, relațiile diviziei cu noul regim au fost marcate de suspiciuni reciproce, deși unitatea a avut totuși parte de sprijin din partea comandamentului militar central. Odată însă ce ofensiva română a fost declanșată, demersurile lui Kratochvil de a întoarce armele împotriva regimului de la Budapesta au devenit desuete.

## Participarea la război
În zona de nord, lovitura principală a ofensivei din aprilie a fost dirijată spre sectorul lung de 130 de km aflat pe aliniamentul Ciucea-Satu Mare-Teceu Mare, motiv pentru care greutatea atacului trupelor române a fost suportată de către unitățile de secui ale diviziei.
Planul de operații a atribuit acțiunea principală Grupului de Nord, condus de generalul Traian Moșoiu, deoarece se afla în apropierea primelor obiective ce trebuiau atinse și dispunea de o configurație de teren și de căi de comunicație favorabile. Străpungerea fruntului a fost atribuită Diviziilor 6 (direcționată spre Oradea) și 7 Infanterie (direcționată spre Carei), pentru a despărți trupele mai disciplinate, mai bine organizate și mai pregătite de secui de pe valea Someșului, de restul trupelor aflate pe văile Crișurilor.

### Defensiva
Dispunerea trupelor:
- Grupul (Regimentul) 1 Secuiesc (situat la vest de Sighetu Marmației, până la Hust)[57] și trupele fostului Regiment 12 Infanterie Honvezi se aflau pe valea Someșului. În total se aflau în această zonă 2.000-2.400 de soldați, 6 tunuri și un tren blindat),[31]
- Un regiment secuiesc de artilerie se afla staționat la Satu Mare[58] sub comanda maiorului Szabó Dezsõ, tunurile sale fiind distribuite în diferite puncte ale frontului.[59]
- Efectivele fostului Regiment 24 Infanterie Honvezi[58] se aflau pe valea Crasnei,[31] iar cele ale fostului Regiment 32 Infanterie Honvezi[58] în împrejurimile[31] Archidului, unde acesta își organizase o puternică poziție de rezistență.[60] Totalul efectivelor celor două foste regimente se ridica la 3.500-4.000 de soldați, sprijiniți de 16 tunuri,[31] acoperind zona Tășnad – Șimleu Silvaniei – Hodod.[61]
- Fostul Regiment 21 Infanterie Honvezi avea o parte dintre batalioane pe valea Crișului Repede și o partea pe cea a Crișului Negru în regiunea Criștior-Vașcău.[57]
- Grupul Verbőczy se afla dislocat în zona Vașcău-Beiuș.[62]
- Alături de aceste trupe, se aflau atât în linia întâi cât și în linia a doua, alte trupe amice.[58]

Cu puțin timp înainte de ofensiva românească, pe fondul neîncrederii pe care regimul comunist de la Budapesta o avea în Divizia Secuiască, la Ciucea trupele acesteia au fost înlocuite de trupe formate din muncitori feroviari veniți din Budapesta (după alte surse însă, de batalioane internaționale), ale Brigăzii 39 Infanterie

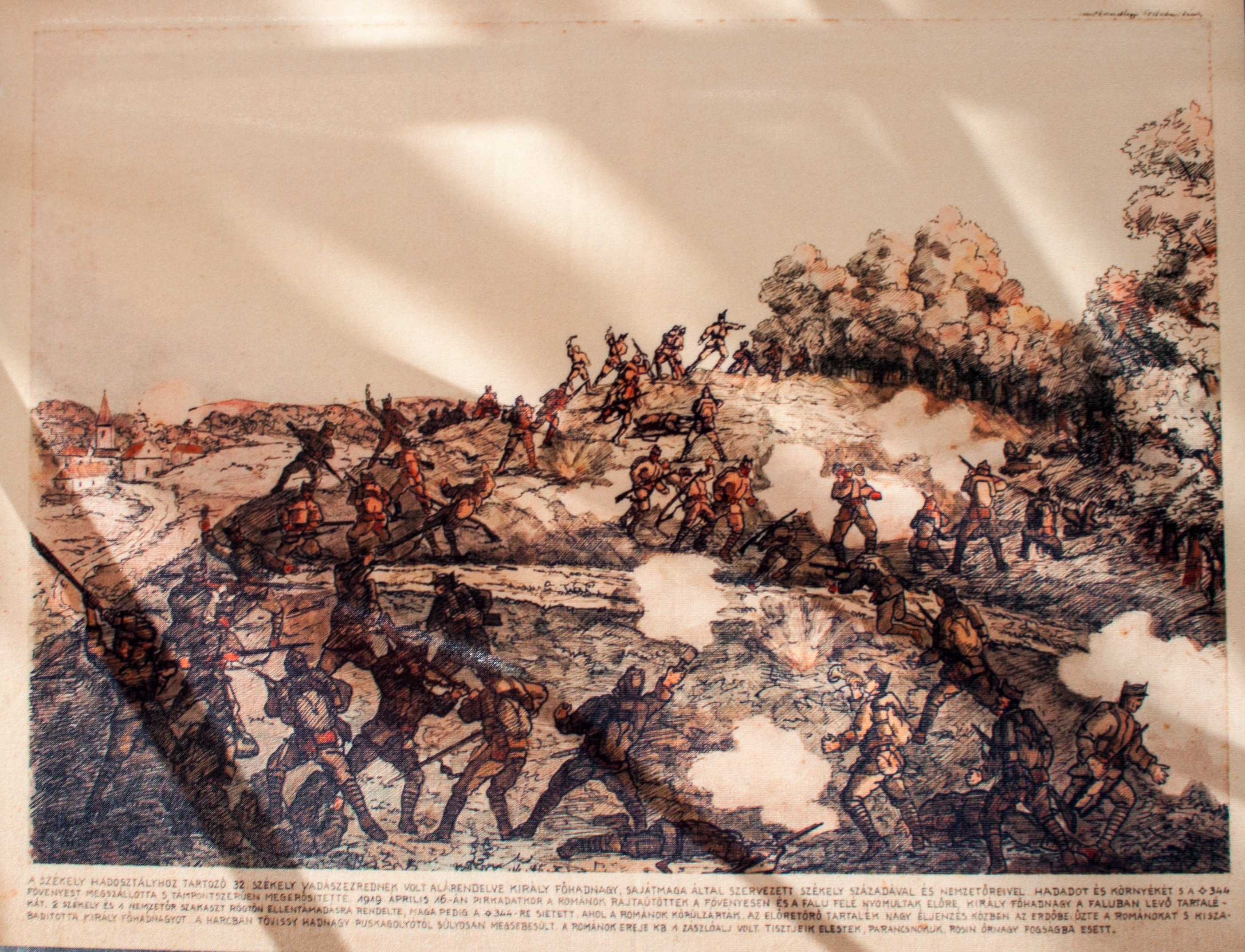
Scenă de luptă de la Hodod din 16 aprilie 1919 (desenată de Károly Kratochvil)

Inițial, trupele diviziei au menținut pozițiile, dar suferind pierderi grave s-au retras. La Hodod regimentul secuiesc din zonă a opus însă o mare rezistență în calea înaintării românilor spre Satu Mare, sub comanda căpitanului Király, care s-a pus în fruntea trupelor. Cheia poziției a fost reprezentată de cota 344. Astfel, pozițiile ocupate de fostul Regiment 32 Infanterie Honvezi, apărate de fortificații ușoare și susținute inclusiv de către populația civilă, au fost atacate pe 16 aprilie la ora 3 de Regimentul 16 Infanterie, sprijinit de tiruri de artilerie care vizau drumul care ducea spre Cehu Silvaniei. Copleșite numeric, trupele ungare s-au retras, dar au contraatacat în zorii zilei următoare cu forțe puternice care au inclus rezervele, sprijinite de focul obuzierelor aflate la nord-est de Hodod și al mitralierelor. Surprinzând flancul și spatele trupelor române care cuceriseră între timp o bună parte a cotei 344 și intraseră în sat cu grosul forțelor, impulsionate de strigăte de „Trăiască domnul căpitan !” și „Înainte !” trupele ungare au silit pe cele române să se retragă spre liziera pădurii Mogyorós. Fiind rănit în acțiune și nemaiputând să se retragă, maiorul Rozin, comandantul Batalionului 2 Infanterie, a căzut prizonier în timpul contraatacului.
Până la ora 15 30 însă, tirul artileriei române s-a reglat, iar contraatacul ungar impetuos a fost oprit de intervenția energică a rezervelor române. Bombardând amenajările genistice și manevrând cota 344 cu un pluton comandat de către locotenentul Ghiorghiu, românii au reușit să cucerească în final localitatea. Lipsite de întăriri, trupele căpitanului Király au abandonat poziția și au părăsit satul, totalul pierderilor acestora fiind de 30 de morți și 30 de răniți. Tinerii din populația civilă a localității au plecat cu trupele ungare.
La 18 aprilie 1919, Divizia Secuiască s-a retras pe linia Seini-Tășnad-Barcău. În aceeași zi, au început negocieri între comandamentul diviziei și români, privind un eventual acord de armistițiu.

Teatrul de operații al Diviziei de Secui și al trupelor care au participat la înfrângerea ei, în timpul ofensivei din aprilie 1919
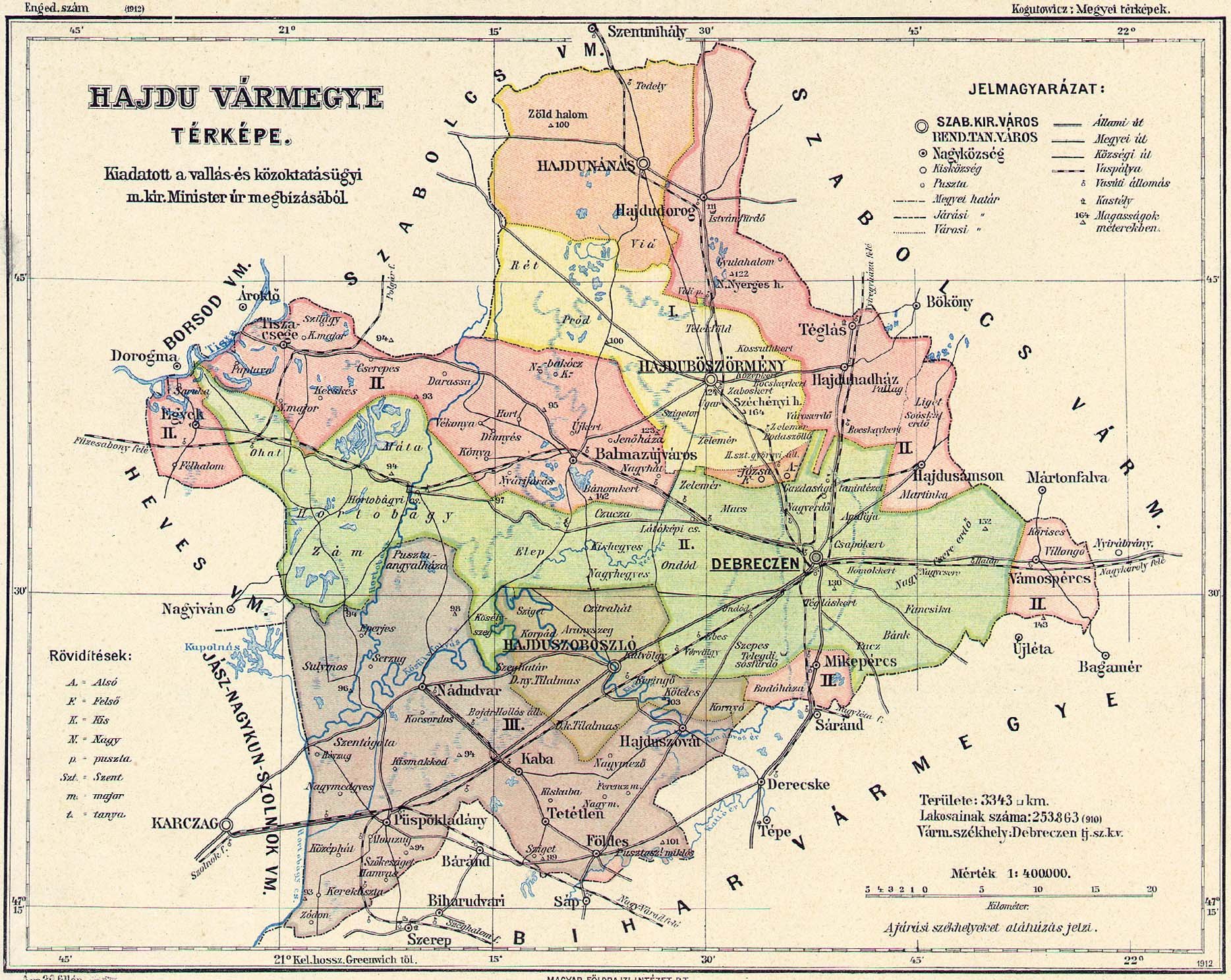
Comitatul Hajdú
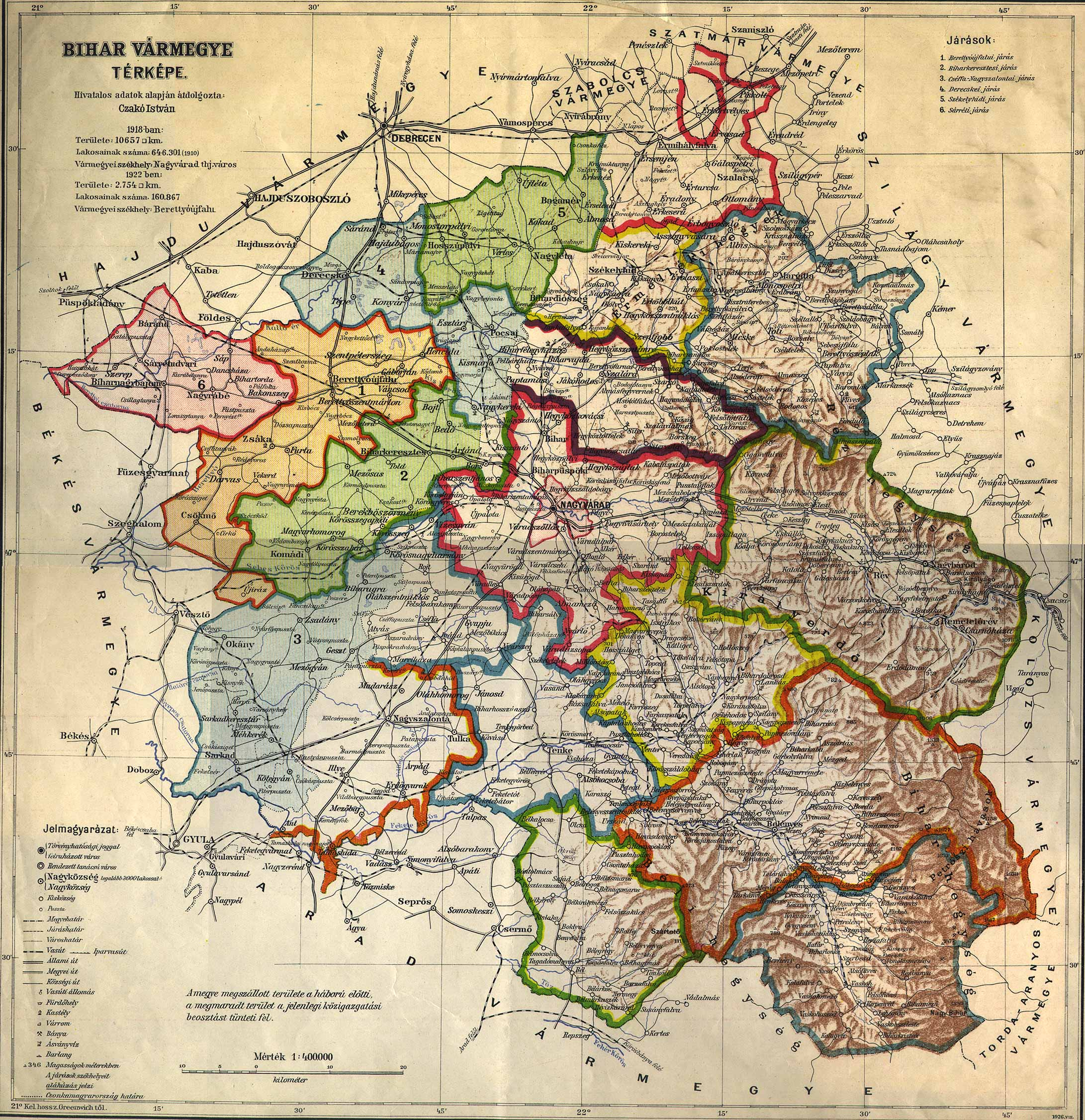
Comitatul Bihor
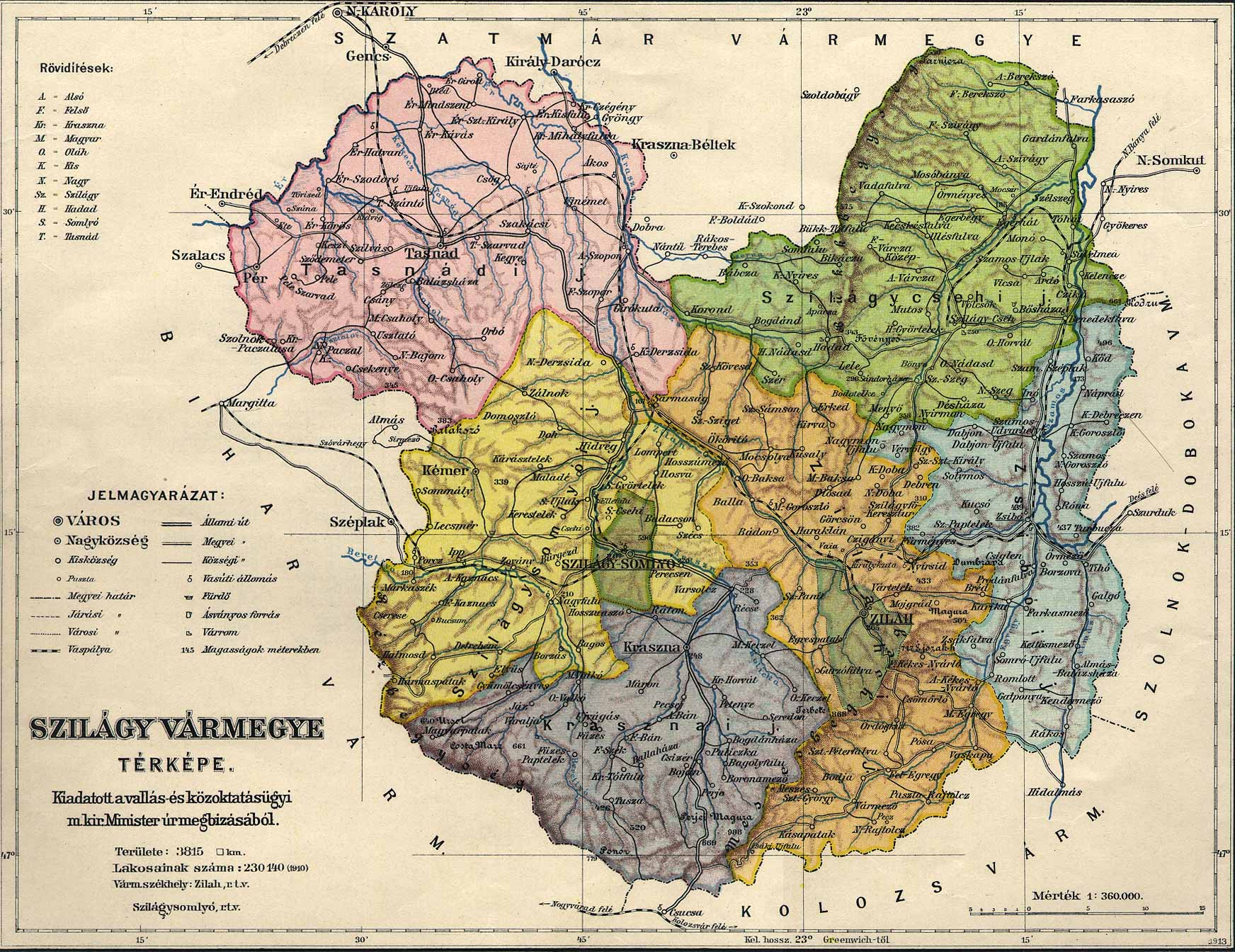
Comitatul Sălaj

În Depresiunea Beiuș pe valea superioară a Crișului Negru, trupele lui Verbőczy au fost atacate de cele ale regimentelor 9 Vânători și 86 Infanterie (fostul Corp de Voluntari „Horia”)., abandonând rând pe rând pozițiile de la Criștior și Cărpinet la 16 aprilie, precum și pe cea de la Vașcău la 17 aprilie. La 18 aprilie luptele se duceau deja pe linia Tărcaia – Grădinari (fost Negru). În aceeași zi la 18 aprilie 1919 în jurul prânzului, poziția înaintată maghiară aflată pe aliniamentul Finiș – Tărcaia sud – liziera de sud a satului Drăgănești, care apăra Beiușul, a fost luată cu asalt de către trupele române. Seara, trupele ungare amenințate fiind de a fi învăluite dinspre satul Talpe au dat foc satului Dragănești și s-a retras în timpul nopții, inclusiv din Beiuș (între timp Pasul Ciucea căzuse, iar trupele maghiare se retrăseseră și din Remeți).
Retrăgându-se în ordine, o parte dintre subunitățile lui Verbőczy s-au îndreptat prin Holod spre Arad, iar cealaltă parte (incluzând artileria) spre Oradea, unde au luat parte la mișcarea contrarevoluționară din oraș.

### Urmărirea
Cucerirea liniei Hust-Satu Mare-Carei-Oradea-Salonta a determinat retragerea trupelor ungare în direcții divergente, în zona de nord acestea trebuind să se retragă excentric, spre Csap și Nyíregyháza, ceea ce a determinat pierderea legăturii cu celelalte trupe. Deținând trupe de cavalerie, Armata României a putut să profite astfel strecurându-le în spațiile intermediare pentru a manevra grupările inamice, spre a le întoarce și a le ataca pe rând. Cavaleria românească a trecut neobservată în vecinătatea localităților Ardud și Craidorolț, prin spațiul dintre Grupurile 1 și 24 Secuiești. Ajungând în spatele trupelor ungare, a atacat și distrus un batalion din fostul Regiment 21 Infanterie Honvezi.
La 16 aprilie comanda regimentului de artilerie din Satu Mare a fost preluată de către maiorul Dezső Szabó, iar unitatea a început să se retragă în aceeași zi spre Nyírbátor și mai apoi spre Nyíregyháza, unde a rămas până la 23 aprilie.
La 19 aprilie, un tren al Diviziei Secuiești și personalul său de escortă care se retrăgeu spre Debrecen, au fost atacați la Nyíregyháza de către trupe roșii ungare. După ce au dezarmat servanții unei mitraliere, soldații comuniști au fost ținta unui contraatac. După o luptă scurtă care i-a pus pe fugă și care a făcut 8 victime printre ei, soldații roșii au fugit spre Nyíregyháza. Ca urmare, comandamentul diviziei a întrerupt legătura cu comisariatul militar, dar efectul conflictului a fost reprezentat de faptul că în zona localității Nyírtura, soldații secui s-au aflat prinși între două focuri: românii care presau din față și trupele comuniste care trăgeau din spate.
La 20 aprilie comandamentul diviziei s-a retras din Satu Mare. Secuii s-au retras în partea de nord a câmpului de operații dintre Someș și Tisa, în partea dreaptă a flancului trupelor române care operau împotriva Debrecenului (și care aparțineau Grupului de Nord condus de către generalul Traian Moșoiu). Retragerea s-a făcut spre linia Nyírbátor- Mátészalka-Debrecen. Împreună cu trupele lui Kratochvil se aflau trupe de jandarmi și de finanți, evacuate din zonele ocupate progresiv de către români. Ca urmare a retragerii în relativă dezordine a întregului front ungar, divizia a pierdut contactul cu Budapesta. Cele mai mari pierderi nu au fost însă reprezentate de morți, răniți și prizonieri: după pierderea liniei Satu Mare–Carei–Oradea, 2 batalioane ale fostului Regiment 12 Infanterie Honvezi din Satu Mare pur și simplu s-au dizolvat și soldații lor s-au împrăștiat.
 

În timp ce marea unitate se concentra spre Mátészalka, ofițerii săi au avut o nouă tentativă de a „rupe cu regimul politic roșu de la Budapesta”. Astfel, o delegație a acestora în frunte cu doi maiori și un căpitan care aducea pe maiorul Rozin, căzut prizonier în luptele de la Hodod, s-a prezentat la Carei pentru parlamentări cu propunerea de a „lupta alături de români împotriva trupelor roșii”.
Este de menționat că ar fi existat totuși alternativa ca militarii Diviziei de Secui să fuzioneze complet cu Armata Roșie ungară, dar împotriva acestei opțiuni au fost câteva argumente puternice: în momentul respectiv exista deja un conflict deschis între „roșii” și „secui”, comandanții marii unități aveau posibilitatea de a-și valorifica eticheta de contrarevoluționari și cea mai mare parte a trupei – provenită din Transilvania, nu avea de gând să lupte pentru Bélá Kun și pentru armata sa. Dizolvarea formațiunii originale în corpul armatei comuniste ungare nu ar fi fost astfel o alternativă primită cu entuziasm, de un corp de militari obișnuiți cu ideea de separare.

Teatrul de operații al Diviziei de Secui și al trupelor care au participat la înfrângerea ei, de după cucerirea primei linii de mari centre din timpul ofensivei din aprilie 1919
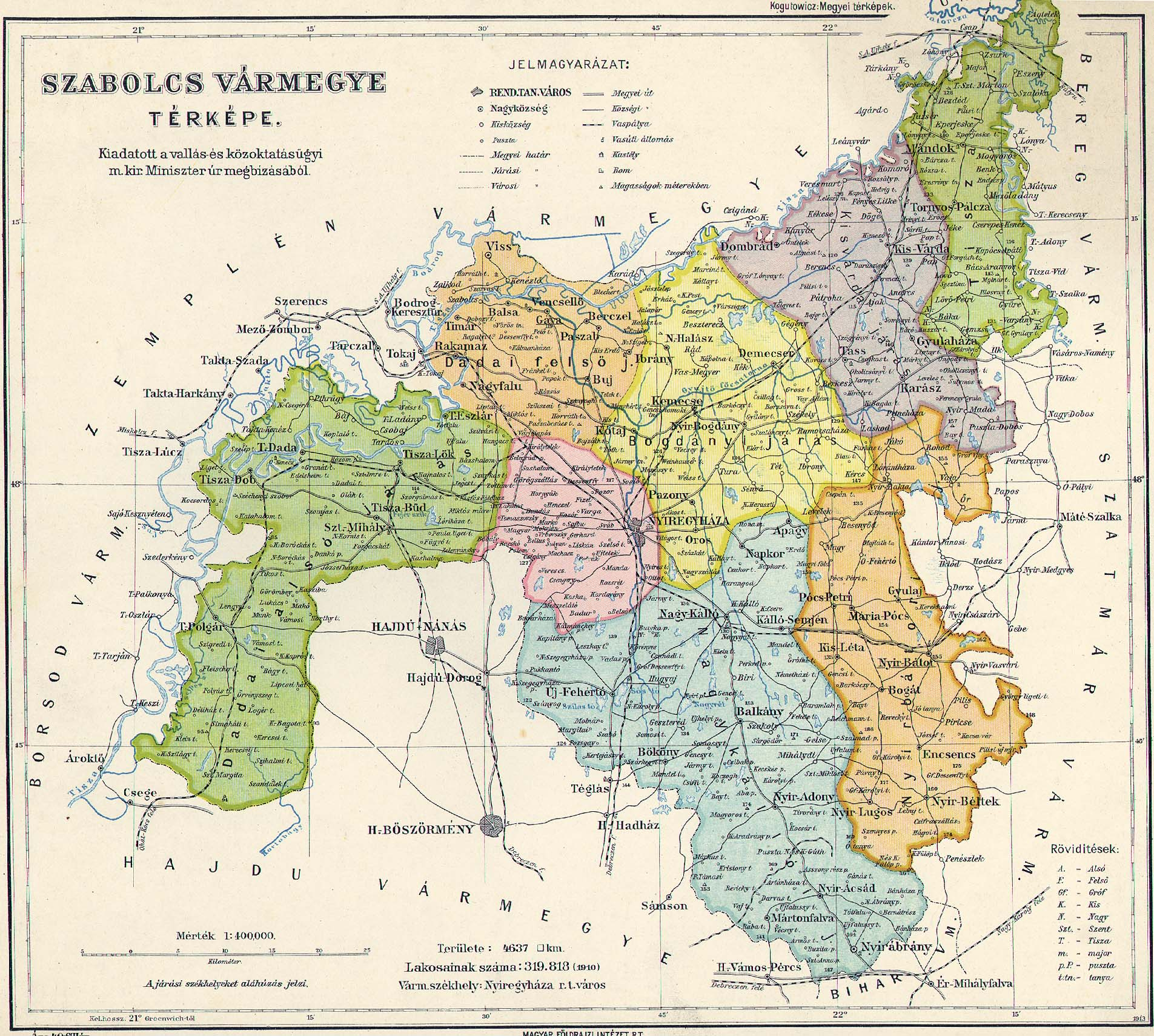
Comitatul Szabolcs
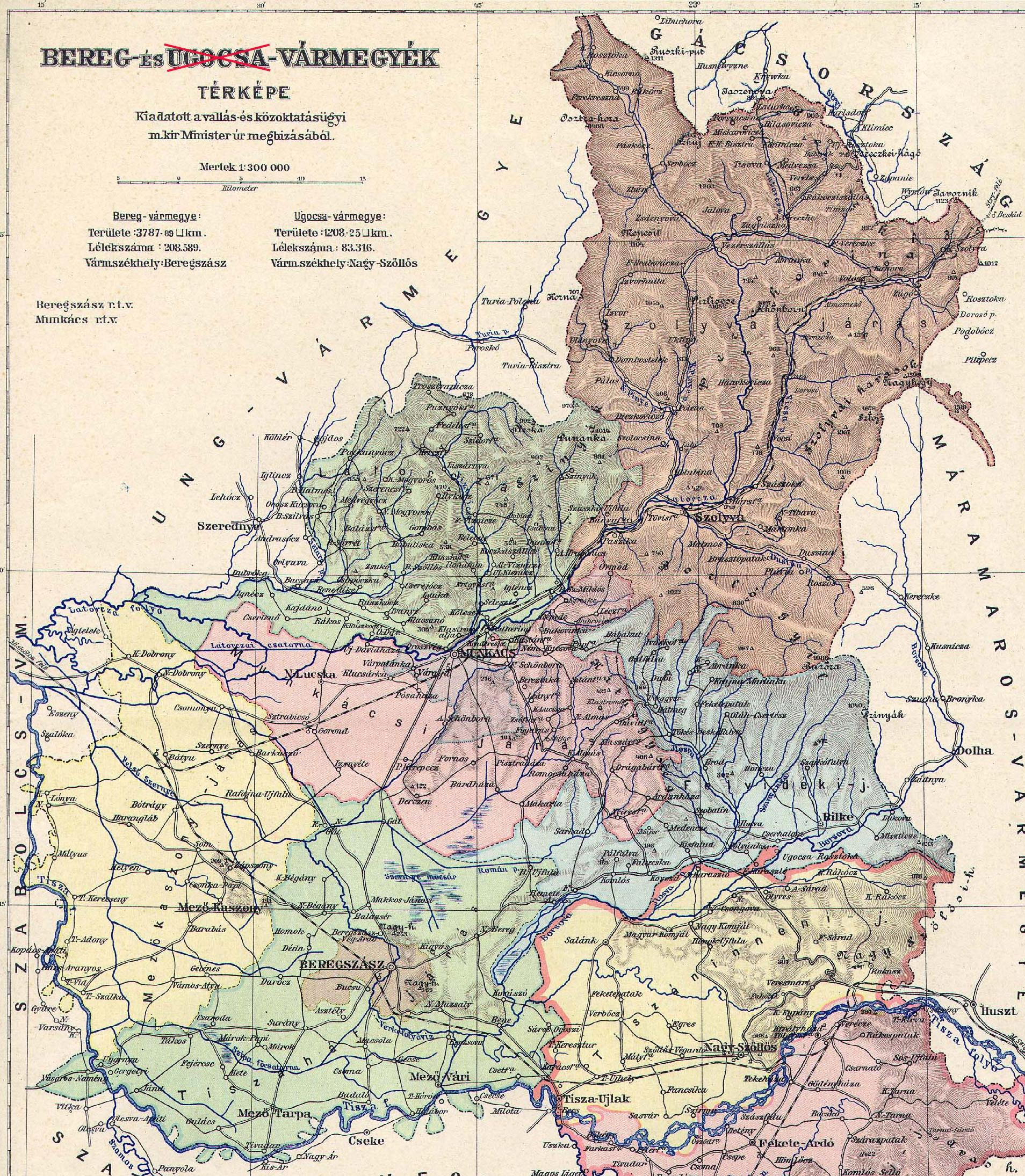
Comitatul Bereg
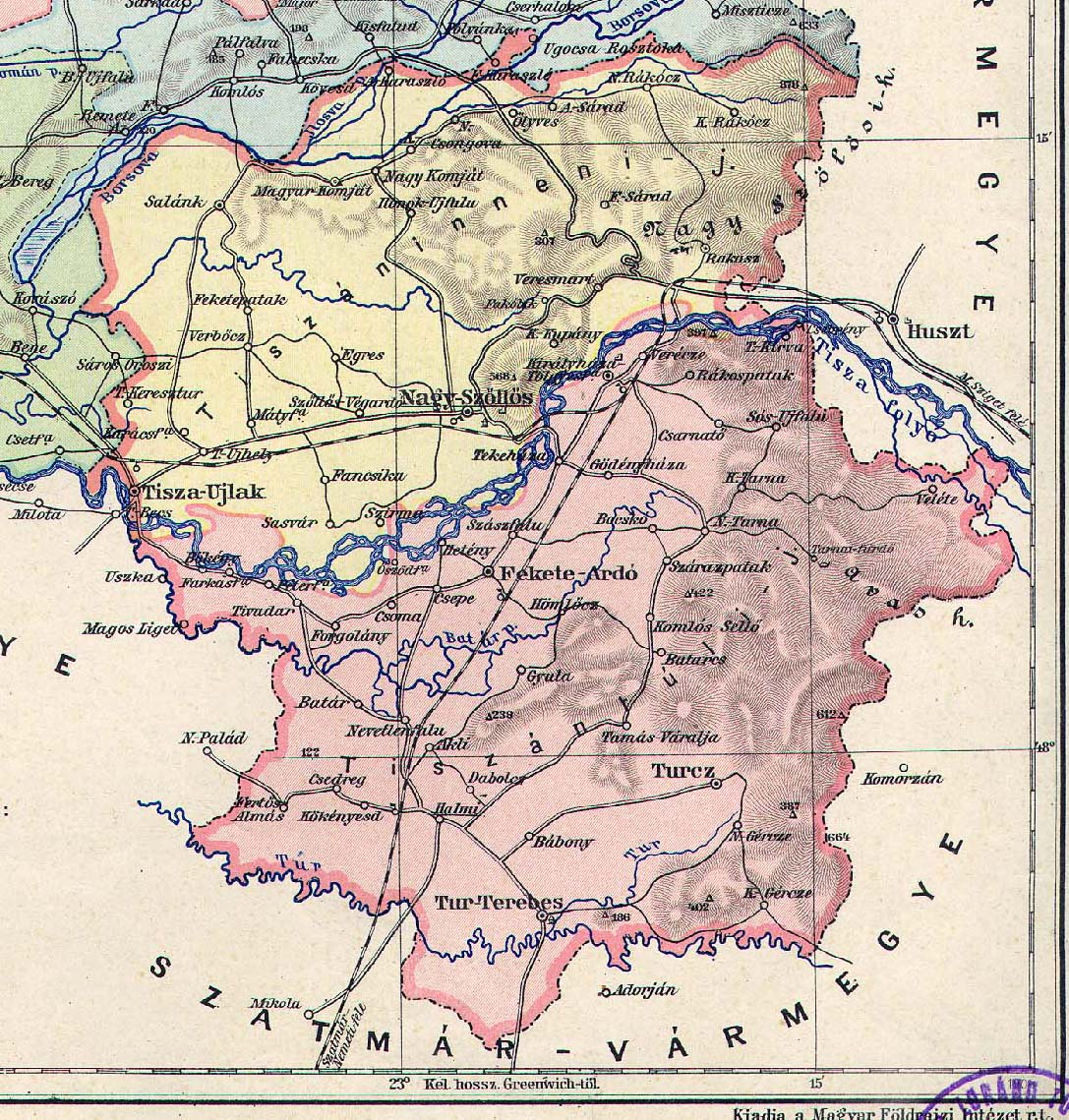
Comitatul Ugocea
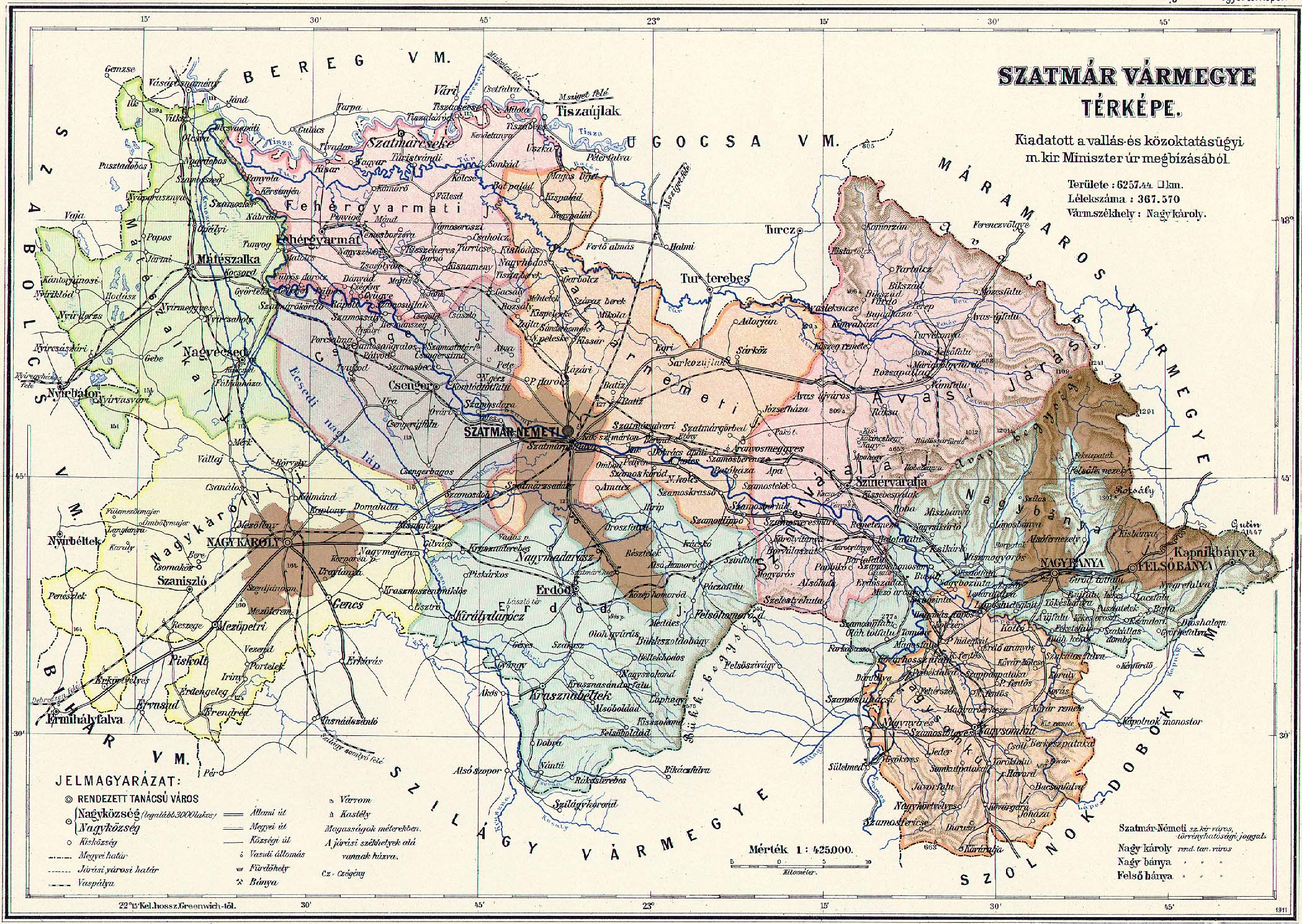
Comitatul Sătmar
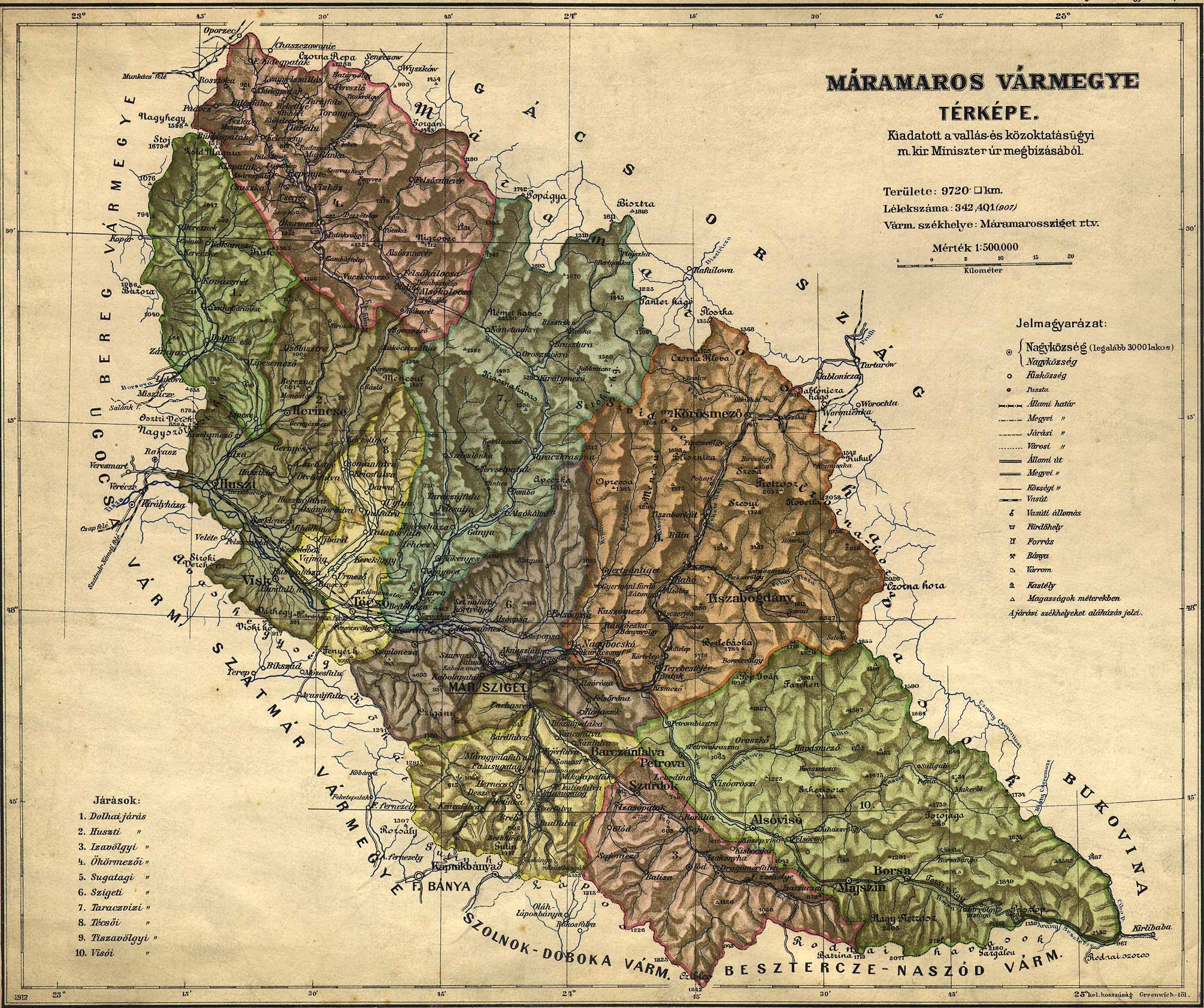
Comitatul Maramureş

Urmărirea și manevrarea Diviziei Secuiești au fost făcute de trei grupări, care au împins-o în interiorul unghiului nordic al Tisei, în regiunea Csap-Nyíregyháza:
- Detașamentul Olteanu (o brigadă de roșiori, două batalioane de infanterie, 1 baterie de artilerie),[56] întărit cu trei batalioane de ardeleni și cu trupe de infanterie și artilerie aparținând Diviziei 1 Vânători, a operat la nord, pe Tisa.[72]
- Divizia 2 Cavalerie, întărită cu Regimentul 16 Infanterie și cu Grupul de Motomitraliere al Diviziei 7 Infanterie, a urmărit secuii fiind în strâns contact cu aceștia, dinspre est.[72]
- Detașamentul Rotaru, format din patru batalioane de infanterie și patru baterii de artilerie ale Diviziei 7 Infanterie subordonate tot comandantului Diviziei 2 Cavalerie, a venit dinspre Carei, având direcția spre nord.

| Imagine indisponibilă                                                                                                  |  | Imagine indisponibilă                                                               |
| Scenă de luptă de la Kocsord (aflat între Mátészalka și Győrtelek) din 19 aprilie 1919 (desenată de Károly Kratochvil) |  | Scenă de luptă de la Mátészalka din 22 aprilie 1919 (desenată de Károly Kratochvil) |

Detașamentul Olteanu a ocupat rând pe rând localitățile de-a lungul malului nordic al Tisei, interceptând și căile de comunicații peste râu (Tisza-Újlak, Beregszász, Csap), iar mai la nord a ocupat Munkács.
Divizia 2 Cavalerie a înaintat spre Nyíregyháza. În regiunea Mátészalka-Győrtelek secuii au luptat cu înverșunare, astfel că trupele de cavalerie au trebuit să-i atace la 22 aprilie 1919 frontal la Győrtelek dinspre est. Detașamentul Rotaru, venit dinspre sud, a atacat în timp ce tatonările pentru un armistițiu continuau, în spate la Mátészalka, pe unde trupele române realizaseră că există o breșă, prin care secuii nu se așteptau la un atac. În acest caz grupul Schuppler nu s-a putut alătura forțelor care se luptau la Mátészalka, deoarece fiind întârziat la Nyírbátor, s-a găsit într-o situație critică. Explicația este foarte prozaică și ține de faptul că președintele Consiliului Național Secuiesc din Debrecen, István Kis Rugonfalvi, l-a arestat și dezarmat pe ofițerul comandant. Ezitările care s-au asociat acestui moment în ceea ce privește lanțul de comandă, au dat astfel timp forțelor române venite din sud, să atace.
Un episod similar a avut loc la Nyíregyháza, unde maiorul Dezső Szabó – care comanda regimentul de artilerie retras din Satu Mare – a fost adus în fața unei curți marțiale a trupelor roșii. Acesta a fost salvat, deoarece a fost recunoscut de către unul dintre vechii săi camarazi.
Drept efect, secuii s-au retras spre nord-est, iar Divizia 2 Cavalerie pentru a continua urmărirea, s-a separat în două coloane. Cea de nord a ocupat unghiul intern al Tisei și respectiv liniile de comunicații dintre Nyíregyháza și Csap, împreună cu trecerea de la Záhony spre Csap. Coloana sudică a întâlnit la 26 aprilie o rezistență serioasă la 10 km de Nyíregyháza, pe care a înfrânt-o în aceeași zi cu ajutorul Detașamentului Dragu, venit de la Debrecen. Ulterior coloana sudică s-a îndreptat spre trecerea peste Tisa de la Tokaj, pe care a ocupat-o la 29 aprilie.
Subunitățile comandate de căpitanul Kálmán Verbőczy s-au unit însă la Püspökladány, unde la 20 aprilie trupele roșii ungare l-au arestat pe comandant sub învinuirea de a fi contrarevoluționar și l-au condamnat la moarte. Acesta a fost însă salvat de proprii soldați. Câteva zile mai târziu trupele lui Verbőczy se aflau la Tiszafüred, departe de corpul principal al diviziei, fără a avea vreo legătură cu negocierile care se desfășurau în acest timp de către marea unitate, pentru încheierea unui armistițiu.
O parte a trupelor din fostul Regiment 21 Infanterie Honvezi au fost antrenate în retragere spre Oradea și de aici spre Püspökladány, însă Batalioanele 1 și 2 – rupte de restul divizei – au ajuns la Kisvárda la 25-26 aprilie și s-au îndreptat pe calea ferată spre Csap, pentru a traversa Tisa, atacate fiind de patrulele românești de cavalerie. Într-una dintre stații, un muncitor feroviar a avertizat în ultima clipă mecanicul garniturii că linia fusese demontată. Fiind nevoiți să părăsească trenul, soldații maghiari s-au îndreptat în grupuri fie spre podul feroviar de la Csop (Batalionul 2), fie au trecut râul pe la Szabolcsveresmart - Révleányvár (Batalionul 1) – urmăriți de cavaleria inamică, după care s-au îndreptat spre Sárospatak.

### Capitularea
Cea de-a doua opțiune, alta decât dispersarea în masa armatei ungarea a prins deja contur – conform lui Nagy Syabolcs, începând cu data de 18 aprilie.
„Oricum, disperarea a crescut din ce în ce mai mult. Valahii veneau din față, iar în spatele nostru se aflau trupele roșii. Trebuia acum să ne pregătim pentru a fi înfrânți de către trupele roșii, față de care eram descoperiți, ajungând astfel să fim prinși între două focuri. Vrăjmașul nostru este valahul, inamicul nostru este roșul. Ce vrem ? Ce protejăm ? De ce luptăm ? Interesele comuniste ? Le-am urât mai mult decât pe valahi. Ce ne așteaptă pe noi contrarevoluționarii, în Ungaria comunistă ? Poate e o nebunie. Ce să faci ? Să vrei să păstrezi arma în mână ? Da, dar doar poate pentru a o întoarce împotriva noastră.”—Michael Cseke, locotenent în Divizia Secuiască

#### Evenimentele
La 24 aprilie, generalul Constantin Prezan a trimis lui Kratochvil o scrisoare în care i-a precizat faptul că, Armata României nu consideră Divizia Secuiască drept o unitate comunistă, motiv pentru care românii nu doresc o confruntare militară cu acesta, dacă militarii ei vor depune armele. Prin generalul Gondrecourt, colonelul Kratochvil a deschis negocieri pentru predare către trupele române, în baza ofertei ca militarii diviziei să se poată reîntoarcere liberi în Transilvania, pentru a se putea bucura în libertate de proprietățile lor. Într-un final, comandanții marii unități au fost de acord ca trupele să se predea, militarii săi urmând să fie internați în lagăre. Condiția pusă a fost ca familiile militarilor să fie libere și să se poată întoarce acasă.
În data de 25 aprilie, comandantul diviziei și-a informat trupele despre această ofertă și a lăsat decizia în mâna soldaților săi în mod individual, fără a le impune o decizie anume. La 26 aprilie 1919, a fost negociată o încetare a focului cu unitățile române de cavalerie, acordul fiind semnat la Nyírbaktán (astăzi Baktalórántháza). La Demecser la data de 27 aprilie 1919, aproximativ 5.000 de militari au acceptat predarea către Divizia 2 Cavalerie, predare care a survenit astfel la apogeul crizei militare provocate, de către ofensiva Armatei României din Aprilie 1919.

#### Interpretări
Conform istoricului Nagy Szabolcs, deja de la 18 aprilie alternativa capitulării începuse să se prefigureze, iar înfrângerea de la Mátészalka a accelerat procesul. Conform lui István I. Mócsy capitularea diviziei a fost în fapt o dezertare,  iar conform istoricului Peter F. Sugar, chiar o trădare. Pentru Armata Roșie nu exista altă alternativă decât traversarea Tisei și retragerea în spatele acesteia și este incontestabil faptul că predarea diviziei a agravat situația trupelor roșii. Consecințele sale au fost însă limitate de existența unei alte divizii ungare, poziționate de către guvernul central de la Budapesta – care era suspicios, chiar în spatele celei secuiești. Conform istoriografiei marxiste, „puterea atacului a surprins pe liderii secuilor, deoarece aceștia sperau că atacatorii i-ar fi implicat în operațiune.” Istoricul Gottfried Barna a afirmat însă că, deși comanda diviziei a contactat pe români, el nu a găsit vreun document care să dovedească această afirmație.
Este clar însă și faptul că înfrângerea marii unități a fost din punct de vedere militar, inevitabilă. Divizia a fost doar rezultatul unor inițiative independente și a voluntariatului și cu câteva excepții, nu a avut sprijin politic. Având un număr de soldați (10.000 până la 12.000) compatibil cu efectivele de pace, prost echipată și afectată de dificultăți de aprovizionare, unitatea a fost dislocată timp de câteva luni înainte de atac pe linia de demarcație de la Teceu Mare la Beiuș, în mijlocul populației autohtone. În acest timp în loc de armament, susținere adecvată și reîmprospătare cu rezerve, a primit mai întâi recruți corecți din punct de vedere politic și mai apoi reprezentanți politici. De asemenea, politica militară asociată măsurilor de organizare a armatei au slăbit ordinea și disciplina, atâta cât fuseseră obținute cu greu. Împotriva ei au fost orientate forțele Grupului de Nord comandat de generalul Traian Moșoiu, într-un raport de forțe total defavorabil pentru linia ținută de către o perdea subțire de trupe. Cu toată retragerea executată corect din punct de vedere militar (lentă, cu concentrarea puterii și fără vărsări de sânge inutile), contextul politic și militar a făcut ca opțiunea de a depune armele să fie astfel, una valabilă.
Personalul diviziei era alcătuit în întregime din transilvăneni, disperați să-și apere teritoriul de origine. Cu fiecare înfrângere însă, disperarea retragerii s-a adăugat dilemelor pe care militarii proveniți din clasa mijlocie le aveau, față de acțiunea de a lupta în cadrul unei armate comuniste. Motivația lor de a lupta s-a erodat astfel treptat, pe de o parte, iar pe de altă parte trupele puțin instruite de muncitori trimise de guvernul central să întărească divizia și să păstreze câteva poduri peste Tisa pentru a ajuta soldații marii unități să scape, nu au reușit să-și îndeplinească misiunea. Kratochvil s-a și plâns de altfel în memoriile sale că, dacă ar fi avut în locul muncitorilor neinstruiți dar potriviți din punct de vedere politic soldații și ofițerii antrenați proveniți din clasa mijlocie pe care i-a cerut, situația ar fi fost alta.
O altă idee a istoriografiei marxiste derivată din aceea de trădare este că trupa a fost trădată de comandanți. Cu toate acestea, fiecare a fost liber să aleagă dacă se predă sau continuă să lupte și drumul spre podul dintre Rakamaz și Tokaj a fost liber. De altfel o parte dintre ofițeri și unii dintre soldați au și ales această cale.
Pe de altă parte, a fost emisă ulterior o supoziție precum că Divizia Secuiască a fost sacrificată deliberat, atât dat fiind că guvernul central nu s-ar fi putut baza din punct de vedere politic pe trupele marii unități, cât și datorită posibilității de a crea o oportunitate pentru trupele încadrate cu muncitori, de a culege laurii unei eventuale victorii.

### Prizonieratul

#### Internarea în lagăr
La 29 aprilie, trupelor marii unități li s-a ordonat să rămână la locul de campare, de acolo fiind ulterior evacuate. Militarii maghiari au semnat o declarație în care au indicat fiecare locul propriu reședință și au specificat dacă doresc sau nu să meargă acolo. Ulterior, fiecare a primit un certificat drept dovadă a timpului efectiv în care a executat serviciul militar în cadrul diviziei și a fost avertizat să evite confruntările cu soldații români. De asemenea, prizonierii au primit o carte de identitate bilingvă.
În timpul drumului spre Transilvania au existat manifestări de ostilitate din partea populației civile, care i-au vizat pe prizonieri atât în momentul trecerii prin unele sate (când s-a aruncat spre ei cu pietre) cât și în Cluj, când gărzile române au trebuit să intervină pentru a-i apăra pe ofițeri de populație. Dintre militarii care au acceptat prizonieratul, ofițerii au fost duși la Brașov, unde a rămas internați. Soldații au fost distribuiți atât la Brașov cât și la Craiova, București și Făgăraș. Militarilor rezidenți pe teritoriul rămas al Ungariei nu li s-a permis revenirea la locul de rezidență și au fost duși și ei în Transilvania. Au existat probleme, date de faptul că în timpul drumului spre locul de internare, unora dintre prizonieri li s-au furat hainele și odată cu acestea le-au dispărut și cărțile de identitate.
În timpul perioadei de internare, ofițerii duși la Brașov au primit ajutoare alimentare și cu îmbrăcăminte de la locuitorii maghiari și secui din zonă și din Ținutul Secuiesc, prin intermediul parohiei romano-catolice locale. Au existat de asemenea, conflicte între ofițerii de aici și garda lor românească.
În toamna anului 1919 și în timpul iernii 1919-1920 a început eliberarea prizonierilor, ultimul grup aflându-se în 1920, încă la Brăila. Odată cu eliberarea lor, toți aceștia au trebuit să-și dea acordul de a rămâne în localitățile lor și de a raporta în mod regulat, autorităților locale. În cel mult un an însă, cea mai mare parte dintre ei au plecat în Ungaria, astfel că în perioada interbelică, între 8.000 până la 10.000 dintre militarii fostei marii unități au ajuns să se găsească acolo.
Kratochvil a fost eliberat odată cu ultimii săi soldați și a ajuns la Budapesta la 10 noiembrie 1920. Unora dintre ofițerii diviziei le-au fost intentate acțiuni juridice pentru acte împotriva statului român, dar în lipsa unui temei legal în ce privește deținerea teritoriului transilvănean de către Regatul României, până în momentul semnării Tratatului de la Trianon, aceste acțiuni au fost dificil de probat. Astfel, la 6 februarie 1920, Károly Kratochvil și câteva zile mai târziu ofițeri din fostul stat major al diviziei a fost arestați, fiind duși pentru cercetări mai întâi la Oradea, apoi la Cluj și ulterior la Gherla. Câteva luni mai târziu au revenit la Cluj, unde la 27 septembrie 1920 a început procesul. Acuzația principală a vizat acțiuni de susținere a unei conspirații iredentiste, arestații fiind învinuiți și de spionaj, precum și de înființarea unei organizații militare secrete. (vezi mai jos capitolul despre Fondul Secuiesc). Calitatea de comandant militar al Transilvaniei a constituit pentru Kratochvil o circumstanță agravantă, dar dovezile pe care s-au sprijinit acuzațiile nu au putut susține condamnarea sa.

#### Fondul Secuiesc
În secret, la dispoziția diviziei a fost pus de către statul ungar un fond de rezervă de 33.000.000 de coroane, prin intermediul lui Albert Bartha și al secretarului de stat de la Ministerul de Război, István Friedrich. Această sumă a format așa numitul „Fond Secuiesc”. Acesta a fost destinat atât să susțină livrările către marea unitate, în cazul în care guvernul Károlyi ar fi trebuit să oprească sprijinul acordat acesteia, cât și să servească la promovarea culturii secuiești, în cazul în care banii nu ar fi servit primului scop.
În ianuarie 1919, banii au fost transferați la Debrecen, acolo unde se afla cartierul general al diviziei, sub forma a 10.000 de denominații. Aici au fost desemnați să se ocupe de respectivul fond profesorii universității locale István Kiss Rugonfalvi și Darkó Jenõ, precum și chestorul acesteia, Géza Kölönte. În arhiva Colegiului Reformat din oraș, au fost ascunse astfel 30.000.000 de coroane.
Suma respectivă nu a fost folosită până în momentul ocupării orașului de către trupele române, dar după capitularea marii unități, 6.500.000 coroane au fost retrase în secret de către doi ofițeri. Banii respectivi au servit atât la plata lichidării sumelor datorate ca soldă ofițerilor diviziei și trupei acesteia, cât și la ajutorarea familiilor ofițerilor precum și la plata drumurilor pe care le făceau la Brașov, soțiile și părinții celor internați aici. O parte din acești bani (anume 460.000 de coroane) a fost confiscată de la trupa maghiară, de către militarii români.
O serioasă lovitură a venit pentru cei internați la Brașov, atunci când românii au aflat de existența banilor puși la dispoziția celor aflați aici și zeci de mii de coroane au fost declarate ca fiind fără valoare. Cu toate acestea, sumele au fost răscumpărate de particulari sau de bănci cu 5 până la 15 % din valoarea lor. Este de menționat că existența banilor rămași la Debrecen a rămas necunoscută românilor, deoarece în timpul perioadei de ocupație a orașului, oficialul MÁV și în același timp secretarul general al Consiliului Național Secuiesc, István Thuróczy, a luat banii la el acasă și i-a ținut ascunși la subsol.
Ulterior, o parte din banii rămași au finanțat remiterea unui memorandum al Consiliului Național Secuiesc înființat la Szeged, către guvernul francez, de contestare a integrării Transilvaniei în statul român. În august 1919, ca urmare a deciziei lui Károly Kratochvil, restul de 22.500.000 de coroane au fost destinate sprijinirii intereselor secuiești pe teritoriul transilvănean, urmând a fi transferate la Cluj. Din acestea:
- 6.000.000 de coroane au fost destinate sprijinirii unor cadre didactice precum și unor susținători ai politicii pro-maghiare.[88]
- restul de sumă a fost destinat unor pregătiri militare de revoltă. Cu acest scop, a fost gândită o rețea de foști ofițeri ai Diviziei Secuiești și agenți în fiecare district. Această rețea ar fi trebuit să urmărească evenimentele și să monitorizeze starea de spirit a populației, pentru a declanșa o rebeliune odată ce armata națională maghiară ar fi fost suficient de puternică.[88] Odată însă cu părăsirea teritoriului Transilvaniei de către Kratochvil și de către ofițerii transilvăneni, pregătirile pentru un astfel de act au încetinit. Conform istoricului Gottfried Barna, este de asemenea posibil ca temperarea pregătirilor pentru o revoltă în Transilvania să fi determinat, demobilizarea ofițerilor secui din noua armată națională (vezi capitolul Evoluții postbelice).[48]

### Drumul celor care nu s-au predat
Este dificil de estimat numărul celor care au ales să nu se predea, conform lui László Fogarassy efectivul acestora putându-se ridica la 2700-3600 de soldați, dintre care numai o parte (echivalentul a 3 până la 4 batalioane) au ajuns să se salveze și să fie concentrați până la sfârșitul lunii aprilie.

#### Formarea Brigăzii 2 Secuiești
Pentru mai multe detalii despre acest subiect, vedeți Brigada 2 Secuiască.
Informat la la 24 aprilie la Demecser despre oferta de predare, maiorul Dezső Szabó a refuzat să se predea împreună cu regimentul de artilerie retras de la Satu Mare, pe care l-a condus spre regiunea Kál – Kápolna. Ajunși acolo în dimineața zilei de 26 aprilie, soldații regimentului au securizat zona în care, mai târziu au ajuns alte resturi ale diviziei. Tot la Demecser, o parte dintre ofițerii și soldații unui batalion din Grupului 1 Secuiesc au refuzat de asemenea să se predea, îndreptându-se spre Csap, iar un număr de husari s-au îndreptat spre Tokaj. De asemenea, un ofițer comunist a convins o parte dintre soldați să se alăture celorlalte forțe militare secuiești care mai existau, iar aceștia au rămas loiali guvernului revoluționar până la sfârșit.

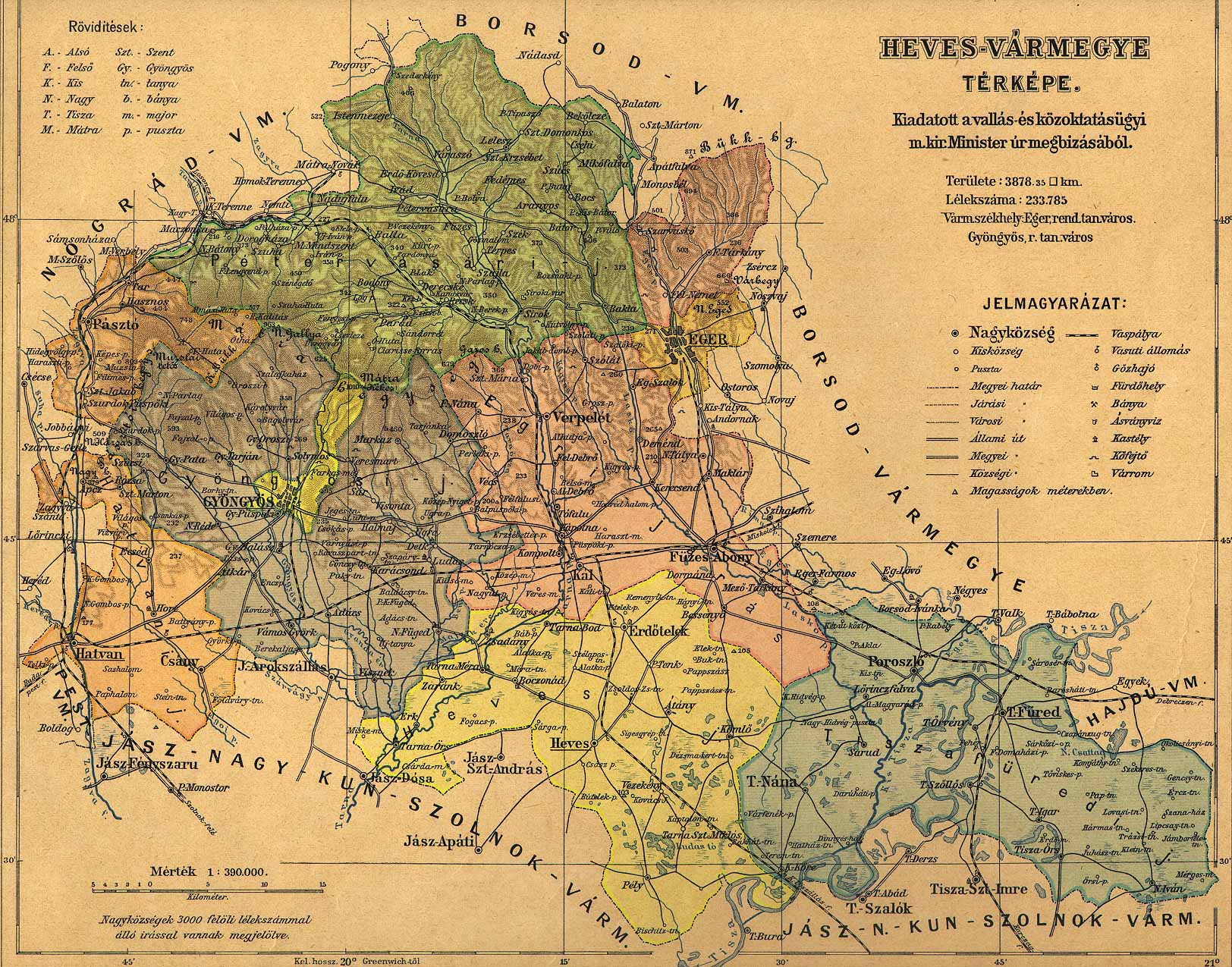
Comitatul Heves

Acestora, li s-au alăturat militari secui care nu mai reușiseră să facă joncțiunea cu corpul central al diviziei. Astfel după căderea capului de pod de la Tiszafüred, soldații lui Verbőczy s-au retras pe malul drept al Tisei la Poroszló, de unde s-au deplasat în regiunea Kál – Kápolna – Füzesabony, pentru a se alătura resturilor Diviziei Secuiești care mai rămăseseră. Din acel moment, Verbőczy a lucrat la reorganizarea unităților secuiești. Trecute pe malul drept al Tisei, efectivele rămase din fostul Regiment 21 Infanterie Honvezi au fost îndreptate și ele spre regiunea Kál – Kápolna, precum și spre Aszód.
Soldații Batalionului 1 al fostului Regiment 24 Infanterie Honvezi – după ce s-a retras din Debrecen – au fost dezarmați la Hajdúszoboszló de către trupele roșii, ca fiind trupe contrarevoluționare. Au fost duși la Galgamácsa și ulterior la Galgahévíz, de unde o parte s-au integrat mai târziu Brigăzii 2 Secuiești.
Resturilor diviziei reunite în regiunea Kál – Füzesabony le lipseau armamentul, echipamentul și alte materiale tehnice, iar soldații și puținii ofițeri rămași erau epuizați. Hrana le lipsea și unii dintre aceștia erau îmbrăcați în haine civile. Efectivele rămase au fost integrate în Brigada 2 Secuiască din Corpul III Armată al Armatei Roșii ungare, sub comanda colonelului István Czikely, având ca șeful de stat-major pe căpitanul István Rónay. Brigada a fost formată din două regimente. Primul a avut corpul de comandă format din ofițeri ai fostelor Regimente 21 și 12 Infanterie Honvezi și în structura sa au intrat:
- Batalionul 1, format din soldați ai fostului Regiment 21 Infanterie Honvezi[74]

- Batalionul 2 format din soldații care mai rămăseseră din fostele Regimente 12, 24 și 32 Infanterie Honvezi[74]
- Batalionul 3, structurat din resturile Grupului 1 Secuiesc, ale Gărzii Naționale Maghiare din Cluj, ale fostului batalion al lui Verbőczy și ale Batalionului 3 din Regimentul 39 Infanterie Honvezi (din același regiment, resturile Batalionului 2 au fost transferate fostului Batalion Internațional Secuiesc).[74]

La data de 4 mai, soldații regimentului de artilerie au fost îndreptați spre Aszód, intrând în compunerea Regimentului 38 Artilerie. De abia în luna iulie 1919, aceștia s-au alăturat Brigăzii 2 Secuiești.

#### Încadrarea în armata contrarevoluționară
Dintre cei care au refuzat să depună armele, o parte au jucat un rol semnificativ în succesele militare ulterioare din zona de nord a Ungariei, participând în iunie 1919 la ofensiva împotriva trupelor cehe. În luna iulie au revenit pe linia Tisei, în momentul începerii atacului împotriva trupelor române, în zona Tokaj – Miskolc. După trecerea de către trupele române a Tisei, odată cu prăbușirea defensivei ungare o parte dintre militarii Brigăzii Secuiești au căzut în prizonieratul românesc, ofițerii acestora fiind ulterior internați la Brașov.

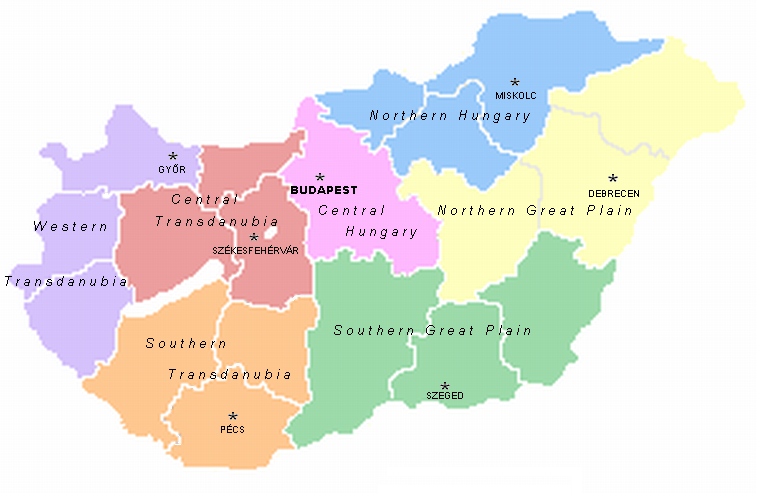
Aflată între regiunile Ungariei, Transdanubia este figurată în vestul țării.

Este de menționat însă că, în contextul colapsului Armatei Roșii din estul Ungariei, a avut loc însă o acțiune de evadare din încercuirea trupelor române, a restului trupelor Brigăzii 2 Secuiești, acțiune în care s-a remarcat căpitanul Kálmán Verbőczy. Acesta și-a asumat conducerea a patru batalioane ale brigăzii, precum și a artileriei acesteia, lăsate în spate în arealul Kál-Kápolna și între 31 iulie și 6 august 1919 s-a retras spre Budapesta. Pe drum, au intrat în conflict din nou cu trupe comuniste.
Mulți dintre foștii soldați conduși de Kratochvil s-au încadrat ulterior în noua armată națională, formată sub conducerea lui Miklós Horthy. Astfel, majoritatea Brigăzii 2 Secuiești a continuat să se retragă și a trecut Dunărea, deplasându-se în Transdanubia, unde aproximativ 3.500 de oameni s-a alăturat trupelor contrarevoluționare. La 19 august 1919, brigada a fost încadrată oficial în noua armată națională ungară.

## Implicarea în acțiuni împotriva civililor
„Astfel, lăsând să acționeze la voia întâmplării, neretrăgând și nelichidând unitățile militare așa-zise secuiești, comandate de ofițeri reacționari, guvernul maghiar a tolerat săvârșirea unor acte de teroare contra populației românești, îndeosebi asupra intelectualilor și țăranilor români, care luptau și activau pentru înfăptuirea idealului național – unirea cu patria mamă.
”—Ioan Popovici & colaboratorii, 1918, Bihorul în epopeea unirii: documente, 1978
Conform profesorului Teodor Neș, actele de cruzime săvârșite față de etnicii români nu au fost făcute însă la ordinul comandanților superiori maghiari, ele fiind opera unor unități nesupuse disciplinei militare, care au acționat pe cont propriu.

### Decembrie 1918 - ianuarie 1919
Trimiși în luna decembrie de la Cluj pe linia de demarcație, cu scopul principal de a fi scăpat Clujul de turbulențele provocate de indisciplina lor, soldații Regimentului 21 Infanterie Honvezi a avut față de români o atitudine turbulentă și amenințătoare.
La sfârșitul anului 1918 și la începutul anului 1919, atmosfera din rândurile populației aflată dincolo de linia de demarcație, sub autoritate ungară, era extrem de agitată. O competiție între autoritățile maghiare – care încercau să controleze cât mai bine situația social-politică existentă și românii care încercau să-și instaleze propriile organe alese, a devenit evidentă. Opoziția arătată adesea în mod fățiș de către populația locală, a fost fondul pe care au început să apară conflicte între civilii români și trupele ungare. Aceste conflicte au dus uneori la încăierări, apariția de refugiați și omoruri.
Aflate în retragere de la Cluj, trupele Regimentului 21 Honvezi alăturate celor de jandarmi au săvârșit jafuri, bătăi, schingiuiri și omoruri, la Huedin și în satele Morlaca, Bologa, Valea Drăganului, Poieni Ciucea și Bucea.

### În apărarea celei de-a treia linii de demarcație
În mod practic în primăvara anului 1919, în nord-vestul teritoriului transilvănean, populația românească ajunsese să trăiască sub dictatura militară a ofițerilor Diviziei Secuiești. Șovinismul manifestat de aceștia a ajuns să depășească cu mult propaganda dusă de grupul de comuniștii maghiari, aflați la Oradea.

#### Fapte
La Băsești în data de 26 februarie 1919, cortegiul mortuar al fostului președinte al Partidului Națonal Român, George Pop de Băsești, a fost atacat cu focuri de mitralieră, trebuind să intervină trupele române din apropiere.
Șovinismul trupelor de secui, al căror teritoriu situat în proximitatea vechii granițe cu Moldova fusese ocupat de către trupele române, a fost exacerbat de către politicienii maghiari, care conform istoricului Constantin Kirițescu făcuseră
„...dintr-înșii niștre feroci călăi ai populației române din Bihor, peste care dezlănțuiseră timp de câteva luni cel mai crud regim. Bihorul a îndurat cel mai groaznic calvar. [...] în special secuii, care s-au concentrat în această regiune, s-au dedat la cea mai sângeroasă urgie. Jafurile, bătăile și omorurile se petreceau în toate satele. Intelectualii au trebuit să fugă; [...] preoți au fugit travestiți și s-au ascuns...”—Istoria războiului pentru întregirea României

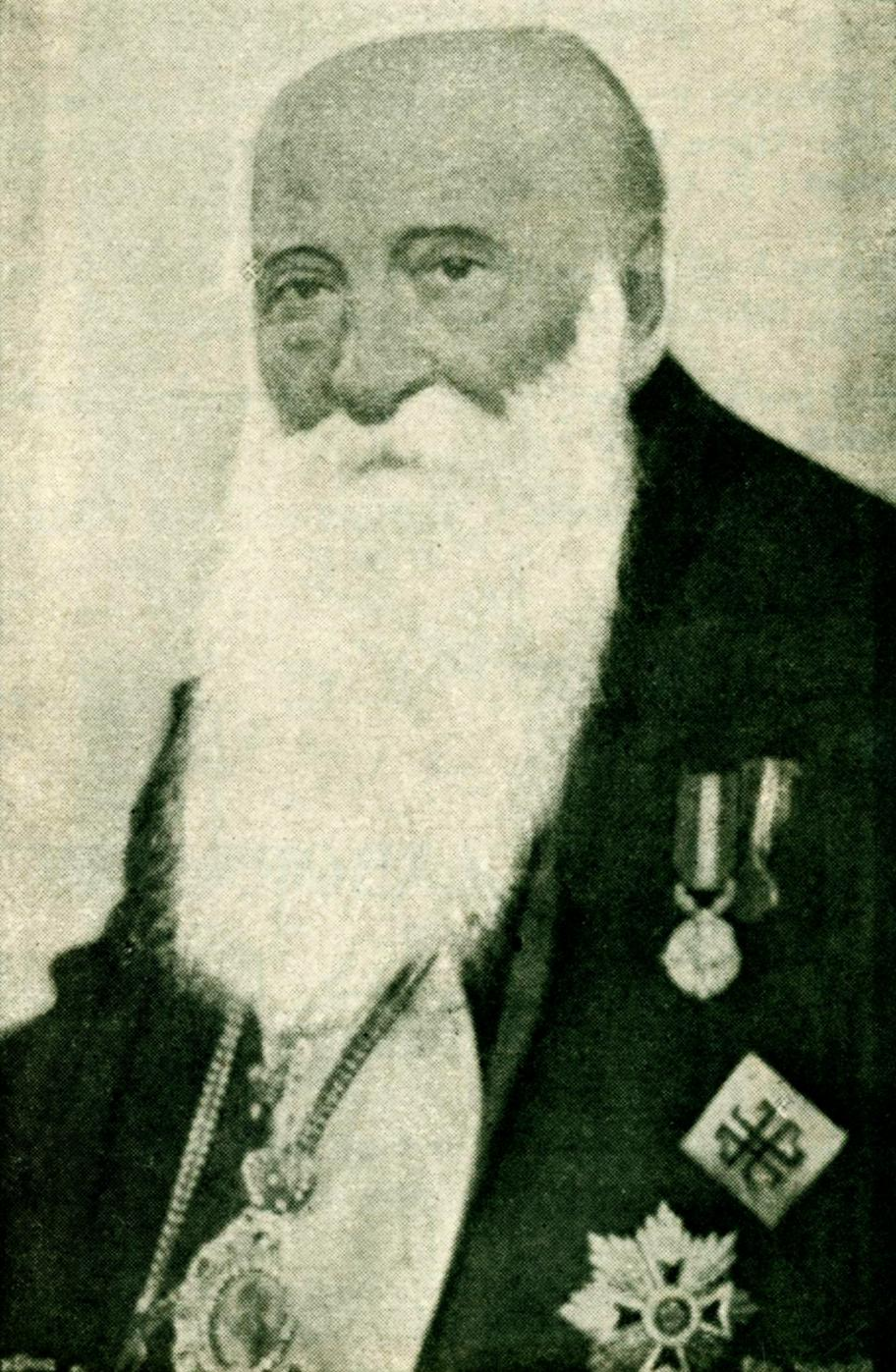
Episcopul Roman Ciorogariu

Subiecții terorii instituite, al jafurilor, bătăilor, maltratărilor, amenințărilor cu moartea și asasinatelor au fost atât comandanți ai Gărzilor Naționale românești, preoți, intelectuali și delegați la Marea Adunare Națională de la Alba Iulia cât și simpli țărani sau alți membri ai populației românești din comitatul Bihor.
„În valea Crișului Negru în depresiunea Beiuș, năpasta a fost dusă de batalionul lui Verbőczy.”—Teodor Neș

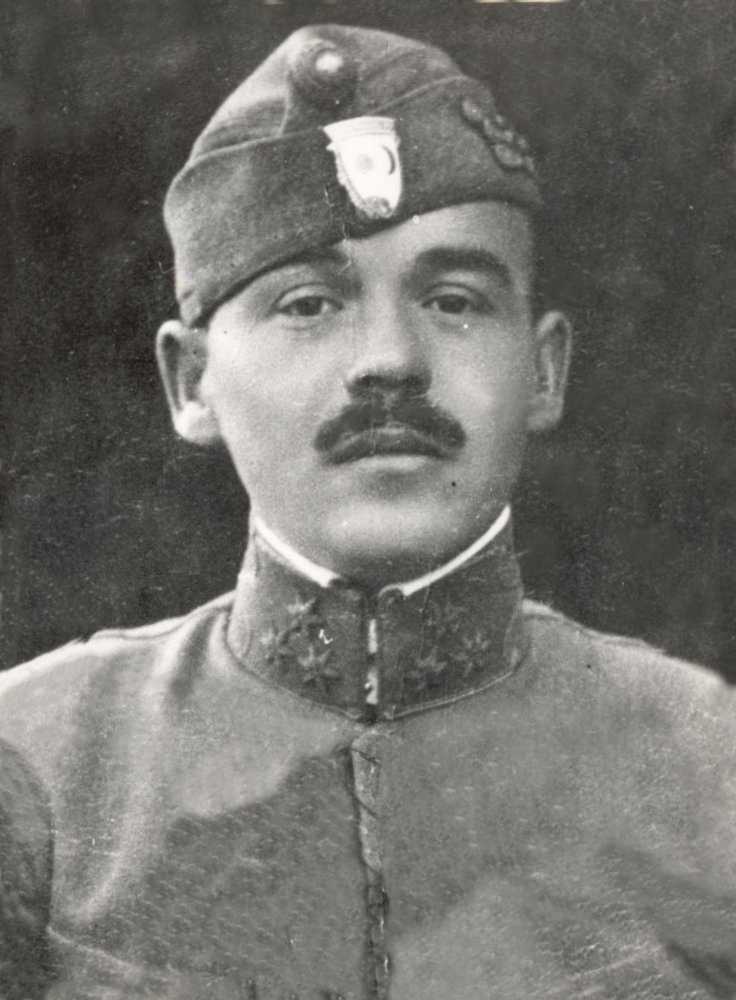
Căpitanul Kálmán Verbőczy

Trupele lui Kálmán Verbőczy, aflate pe valea Crișului Negru, erau incapabile de a avea o disciplină internă. Ele includeau gărzi naționale maghiare din zona Clujului, acestea nefiind apte pentru stabilirea ordinii și securității, deoarece ele însele jefuiau pe unde puteau. Membrii batalionului respectiv erau uniți doar prin personalitatea comandantului lor, dând semne de comportament ultrașovinist și terorist atunci când erau singuri, iar acest comportament era încurajat și ratificat de către comandantul lor. Verbőczy, conform episcopului Roman Ciorogariu ucidea fără milă, fiind cel mai sângeros ostaș al comandamentului ungar.
Astfel la Sighiștel în data de 3 martie 1919, soldați secui veniți de la Vașcău împreună cu militari bolșevici au fost implicați într-un masacru al sătenilor.
De asemenea, la Beiuș în noaptea de 3 spre 4 aprilie, trupele căpitanului Verbőczy au ridicat pe fruntașul Ioan Ciordaș și pe avocatul Nicolae Bolcaș și la Lunca, i-au mutilat înainte de a-i ucide.
Conform profesorului Teodor Neș, tot trupele diviziei (în speță cele ale Grupului 21 Secuiesc) s-au făcut responsabile și de crimele din valea Crișului Repede și din zona Barcăului. Opinia sa însă se sprijină pe interpretarea termenilor de „bolșevici” și respectiv „comuniști”, ca fiind atribuiți soldaților Diviziei de Secui, în noul context politic creat de preluarea puterii de către comuniști, în Ungaria. După ce a fost proclamată Republica Ungară a Sfaturilor, deși mai degrabă apolitici, dar în mod clar cu o atitudine belicoasă, soldații Diviziei Secuiești au fost astfel identificați de românii aflați spre vest de linia de demarcație, cu regimul lui Béla Kun. Acestor militari li s-au alăturat la samavolnicii soldați străini de regimentele lor, care au făcut-o din motive antisociale și strict personale, precum și alte elemente care purtau aceeași uniformă cu cea a soldaților lui Kratochvil.

#### Alte opinii
Dat fiind că populația din spatele diviziei (Oradea, Debrecen, Carei, Satu Mare) se afla în stare de efervescență revoluționară, conform istoricului maghiar Nagy Szabolcs militarii secui nu ar fi făcut decât să atace câteva localități, în care conducerea acestora avea o altă agendă decât a lor. Aceste acte nu ar fi fost așadar decât contrarevoluționare, iar ofițerii diviziei nu s-ar fi făcut vinovați de atrocități.

## Evoluții postbelice
În procesul intentat de către instanțele românești lui István Apáthy, colonelul Károly Kratochvil a depus mărturie în favoarea acestuia, demonstrând că acțiunile militare au depins de Ministerul de Război al Ungariei și nu de Comisarul General al Comisariatului Guvernamental pentru Ungaria de Răsărit, ceea ce a născut o îndoială în ce privește responsabilitatea acțiunilor Înaltului Comisar.
Pe fondul problemelor generate de indisciplină și de spiritul lor revanșard asociat cu originea lor transilvăneană, în ianuarie și februarie 1920, foștii militari ai Brigăzii 2 Secuiești au fost dispersați în alte unități militare ale armatei ungare și o parte dintre ei, inclusiv unii dintre ofițeri, au fost demobilizați. Cu toate acestea, majoritatea ofițerilor secui au rămas activi în noua armată a statului ungar.

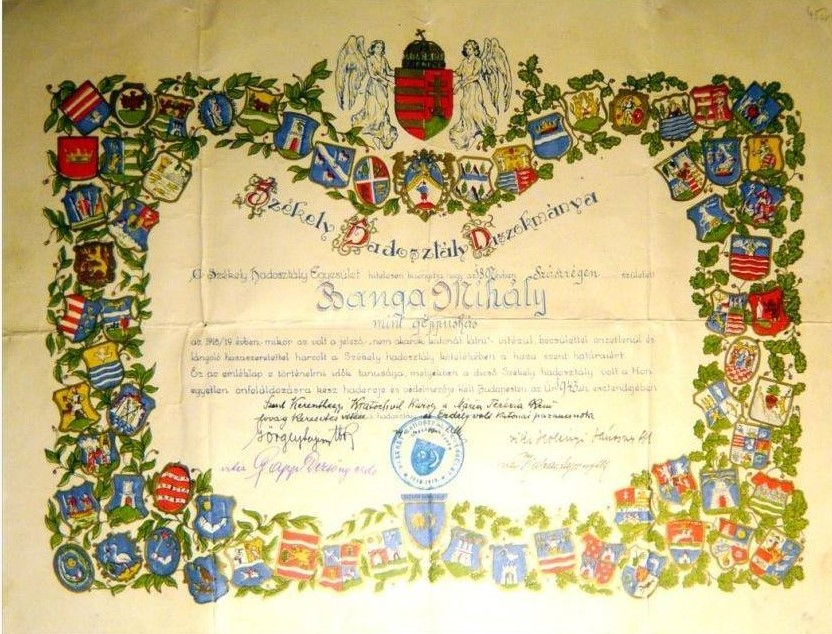
Cartă ceremonială a Asociației „Divizia Secuiasca”

Foști ofițeri și soldați ai diviziei s-au organizat în perioada interbelică în Asociația „Divizia Secuiască” (maghiară Székely Hadosztály Egyesület), înființată în 1928. Organizația a avut un caracter paramilitar și a fost condusă de generalul în rezervă Károly Kratochvil. Înființată de aproximativ 50 dintre ofițerii unității, până la sfârșitul anilor '30 nu a reușit să includă decât aproximativ 600 dintre foștii combatanți, reprezentând mai puțin de 10 % dintre veteranii diviziei aflați în Ungaria. Printre scopurile asociației în cauză, s-au aflat: protejarea foștilor combatanți ai marii unități, menținerea memoriei faptelor de arme a acestora și sprijinierea politicii revizioniste a statului ungar în privința Transilvaniei. Organizația a fost integrată Federației Organizațiilor pentru Apărarea Națiunii din Ungaria, care a cuprins toate asociațiile revizioniste culturale, literare sociale și patriotice. De asemenea, a făcut parte din Asociației Bărbaților Ardeleni (maghiară Erdélyi Férfiak Egyesülete), ca parte a unei rețele de organizații a refugiaților transilvăneni, care a avut o influență mare în ce privește opinia publică ungară.
Între cele două războaie mondiale, Károly Kratochvil a devenit o personalitate de marcă a mișcării revizioniste maghiare.
Un alt fost ofițer al diviziei, maiorul (mai târziu colonel) Tihamér Siménfalvy, a condus la Szeged Alianța de sânge a Crucii Apostolice (maghiară ?), având ca unic scop recucerirea teritoriilor pierdute.

## Miturile asociate și exploatarea conceptului

### Trădarea revoluției
În perioada hortystă liderii diviziei, dintre care cu precădere s-a distins Kratochwil, s-au prezentat pe ei înșiși ca fiind contrarevoluționari. Aserțiunea respectivă nu are însă suficientă susținere, dar prin ea însăși, a contribuit și contribuie și în prezent la susținerea mitului trădării revoluției. Este de menționat astfel că, deși nici liderii marii unități și nici trupa acesteia nu au dat dovadă de zel revoluționar, totuși pentru propria lor supraviețuire, militarii diviziei nu au avut ce face altceva și ca atare, au încercat constant să coopereze cu cele mai importante forțe politice ale Ungariei, precum și cu conducerea militară a acesteia.

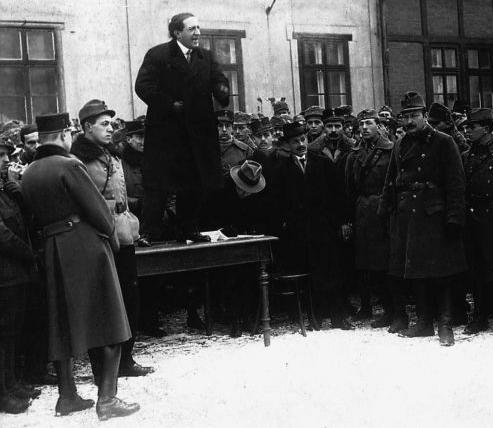
József Pogány vorbind în stația de cale ferată Józsefváros la 5 februarie 1919, soldaților

Este de menționat că de la bun început însă, unele forțe politice precum și unii dintre politicieni au fost contra aspirațiile teritoriale ale secuilor. Afirmația este valabilă cu precădere pentru aripa stângă a social-democraților, aflată în opoziție și pentru comuniști. În mod particular, a ieșit în evidență din acest punct de vedere József Pogány, conducătorul Consiliului Militar din Budapesta și un politician cu mare influență în ceea ce privește politica militară a Ungariei. Într-un discurs susținut la Budapesta la începutul lunii februarie, József Pogány a caracterizat forțele Diviziei Secuiești drept trupe contrarevoluționare, precum și activitatea lor ca fiind de aceeași natură. Cu toate acestea divizia a fost susținută de alți militari, care au fost de părere că îndeplinirea datoriei de a apăra națiunea nu este posibilă fără disciplină.
Folosirea armatei pentru a întări „realizările revoluției” nu a fost un obiectiv, cu care militarii diviziei să fie de acord. Din punctul lor de vedere, prima în raport cu susținerea „ideilor progresiste” necesitatea apărării țării, iar procesul de abolire a raporturilor ierarhice și instaurarea democrației în armată, erau incompatibile cu disciplina și cu mecanismele decizionale militare. Din punct de vedere ideologic, a apărut astfel o falie în raporturile cu Budapesta, iar echipele de comisari politici trimiși de la centru nu au avut nici un succes.
Odată cu proclamarea Republicii Sovietice, așteptările militarilor diviziei privind organizarea eficientă a apărării păreau să fie îndeplinite de noua Armată Roșie. În noul sistem însă, sistemul separat de organizare al Diviziei Secuiești  a început să nu mai fie tolerat, cel puțin la nivel declarativ. Presa comunistă a identificat divizia cu un inamic și comisarii trimiși din Budapesta au încercat să întoarcă trupa marii unități, împotriva ofițerilor săi. Aceste încercări s-au soldat cu numeroase cazuri, în care respectivii ofițeri au trebuit să-i salveze pe propagandiști din mâinile soldaților și au existat și victime. Încrederea reciprocă între noul regim și Divizia Secuiască a fost afectată iremediabil, în scurt timp.

### Sabotarea deliberată a diviziei de la centru
Conform istoricului maghiar Nagy Szabolcs, este dificil de clarificat cât de mult a contat situația economică grea a Ungariei, în raport cu sabotajele din partea Budapestei care au putut fi dovedite, în ceea ce privește sincopele în aprovizionarea diviziei cu alimente și echipamente. Ce este cert însă, este faptul că aceste întreruperi au contribuit la deteriorarea încrederii în autoritățile centrale.

### Exploatarea conceptului
Conform istoricului Gottfried Barna, Divizia Secuiască a fost un rod al inițiativei individuale și a voluntariatului, care a apărut „într-un stat fără oameni de stat”, guvernat de oameni care doreau în mod iluzoriu „salvarea lumii” și de pigmei spirituali și intelectuali. Astfel, într-o națiune atomizată cum a fost națiunea ungară în anii 1918-1919, oameni din popor, bărbați și soldați care au recunoscut valorile reale, au putut să acționeze constituind o mare unitate în carea nu numai secuii au servit, dar în care toți militarii ei erau mândri de a fi numiți „secui”.
Scurta poveste a diviziei Secuiești, fără a fi o poveste de succes oferă totuși conform istoricului Nagy Szabolcs, câteva lecții. Una dintre ele ar fi despre cum datorită unor deficiențe, o astfel de cauză aparent fără speranță poate submina o situație militară. O alta se referă la faptul că deși ca urmare a ofensivei din aprilie, marea unitate formată din localnici transilvăneni și dotată cu material de război austro-ungar recuperat s-a dezintegrat, totuși acest lucru nu a reprezentat un lucru ușor de obținut de către trupele române. Nu în ultimul rând, din punctul de vederea a aceluiași autor, politica ungară contemporană ar fi putut face în primul rând mai mult pentru organizarea unei armate puternice sau, cel puțin ar fi putut să oprească pe unii dintre politicieni săi să submineze cu suspiciunile lor unele inițiative pozitive, pentru a le lăsa pe acestea să-și poată produce efectele.

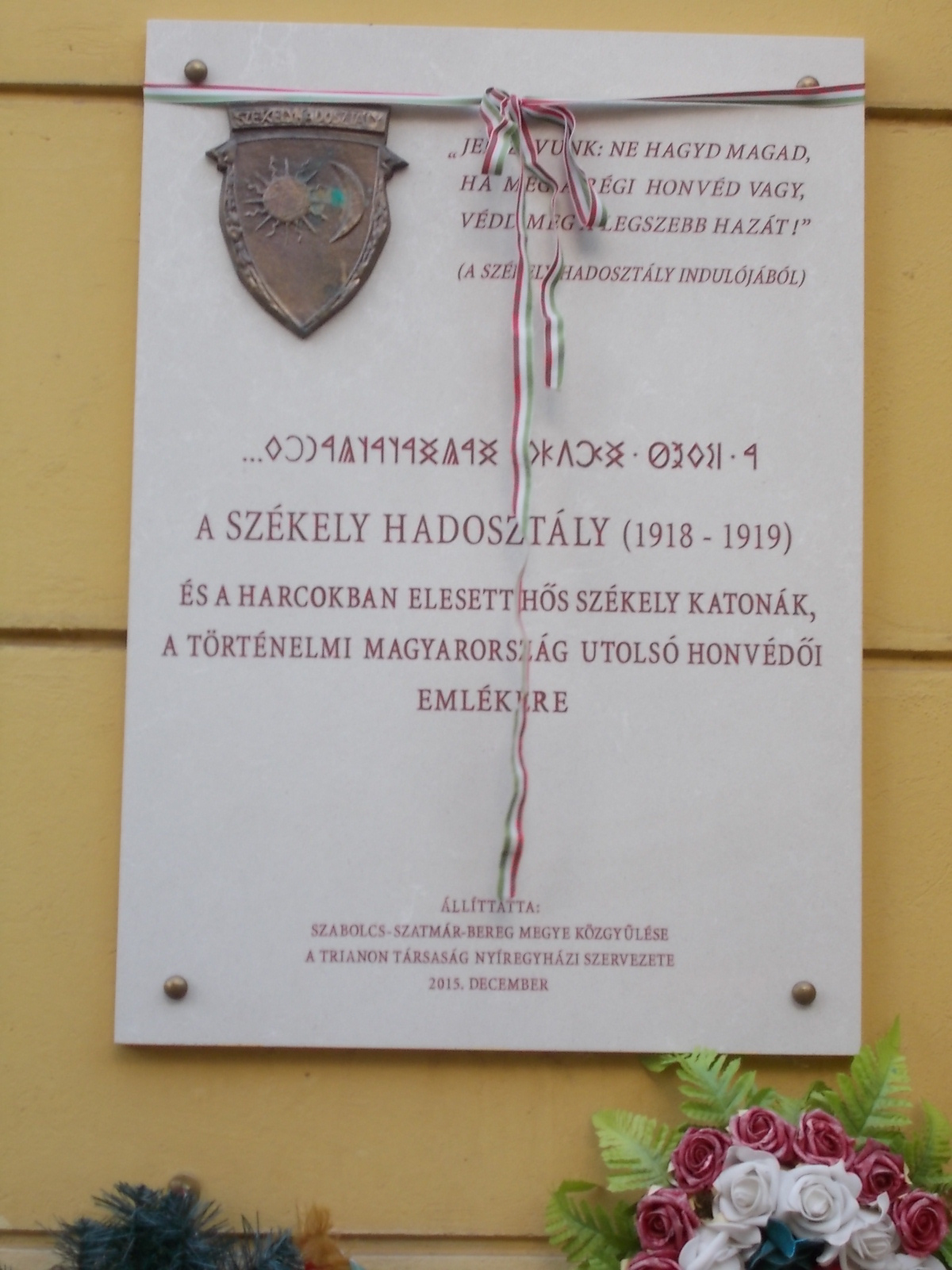
Placă comemorativă montată în amintirea Divizie Secuiești, pe zidurile a prefecturii din Nyíregyháza.

## In memoriam
„Una din primele constatări referitoare la relațiile dintre români și secui este că ambele etnii depun efort uriaș pentru scrierea și rescrierea istoriei lor, pentru construcția și reconstrucția sinelui etnic. În interiorul arcului carpatic istoria cu cât este mai veche, cu atât este mai contemporană. Disputa asupra primordialității (cine au fost primii veniți: secuii sau românii ?) duce inevitabil la crearea de mituri și legende. Apelul la tradiții și istorie reprezintă, de fapt, un instrument pentru legitimarea accesului la resursele economice, politice și teritoriale. Acest travaliu istoric și metaforic continuă neîncetat de mai bine de 165 de ani, iar construcția identității proprii este însoțită de fiecare dată de scrierea istoriei celeilalte etnii. ”—Locotenent colonel Ilie Pentilescu, 2009
În cadrul literaturii istoriografice maghiare dedicate Diviziei Secuiești, sunt demni de menționat următorii autori și următoarele lucrări:
- Endre Koréh cu:Istoria Diviziei și a Brigăzii Secuiești 1918-1919 (maghiară A székely hadosztály és dandár története 1918-1919); Editura I. Szenczi; Budapesta; 1922
- Károly Kratochvil cu:

- Divizia secuiască 1918-1919 - Luptele ei anti-bolșevice și contrarevoluționare pentru gloria secuilor (maghiară A székely hadosztály 1918-1919 – évi bolsevikellenes és ellenforradalmi harcai a székely dicsőségért); Budapesta; 1938
- Secuii nu au fost învinși de Revoluție (maghiară A székelyt a forradalom se győzte le) în Soldatul maghiar. Cele mai frumoase lupte ale maghiarilor în secolul nostru (maghiară A magyar katona. Századunk legszebb magyar csatái); Editor Ajtay Endre; Budapesta; 1944

- László Fogarassy cu: Contribuții la istoria Diviziei Secuiești și la problema Transilvaniei (maghiară Adalékok a Székely Hadosztály és az erdélyi kérdés történetéhez (1918-1919)); Magyar történeti tanulmányok XIX; Debrecen; 1986
- Gottfried Barna alături de Nagy Szabolcs cu: Istoria Diviziei Secuiești (maghiară A székely hadosztály története); Editura Tortoma; Baraolt; 2011.

În România, amintirea Diviziei Secuiești este comemorată prin: 
- o placă dedicată Diviziei Secuiești, care, este amplasată din anul 2013 pe fațada bisericii reformate din Baraolt[114]
- un monument ridicat la Hodod, în anul 2010[115]
- un monument ridicat în anul 2016, în curtea Casei Lazăr, situată în apropierea catedralei franciscane din municipiul Miercurea Ciuc.[116]

În Ungaria, amintirea este comemorată prin:
- un monument aflat în mijlocul satului Koksord, dat fiind că la marginea satului, în apropierea podului peste Crasna, a avut loc lupta cu trupele române.[117]
- o placă montată pe zidurile prefecturii din Nyíregyháza[118]

## Personalități
| Imagine indisponibilă                                                                                                  |  | Imagine indisponibilă |
| Áron Márton (aici la stânga într-o imagine din perioada 1916-1917) și Vasile Luca (imaginea din dreapta din anul 1915) |  |                       |

- Adolf Vorbuchner, mai târziu episcop romano-catolic.[88]
- Áron Márton, mai târziu episcop romano-catolic.[88]
- Marcel Stomm,[119] ajuns mai târziu general locotenent și comandant al Corpului 3 Armată al Armatei 2 Ungare în Al Doilea Război Mondial.[120]
- Vasile Luca (László Luka), ulterior ministru de finanțe al Republicii Populare Române. Acesta după demobilizare șomer fiind, s-a înrolat ulterior revoluției bolșevice din Ungaria, voluntar în divizie. A dezertat din aceasta în același an, la apropierea trupelor roșii de frontiera Ungariei. S-a reîntors după schimbarea raportului de forțe la unitate și a participat la desființarea mai multor soviete locale.[121] Trecutul său de voluntar în cadrul respectivei mari unități, a servit acuzării sale și etichetării drept contrarevoluționar în timpul regimului lui Gheorghe Gheorghiu Dej din România comunistă, după arestarea sa din 16 august 1952, alături de alții din „grupul moscovit”.[122]